# JR西日本225系電車
225系電車（225けいでんしゃ）は、西日本旅客鉄道（JR西日本）の直流近郊形電車。

## 概要
223系とともにアーバンネットワーク（京阪神地区）の主力を担う車両である。JR西日本初の標準タイプ近郊型電車221系で確立された車両コンセプト「明るく静かで快適な車両（快適な乗り心地）」を継承しつつ、車体構造に当時最新の知見に基づく安全対策を積極的に取り入れ、さらなる安全性向上を図るとともに、車内設備や旅客サービスの改善が行われている。
2009年（平成21年）9月16日の定例社長会見において新造が発表され、2010年（平成22年）から2012年（平成24年）にかけて、東海道本線（琵琶湖線・JR京都線・JR神戸線）・山陽本線（JR神戸線）向けの0番台110両と、阪和線・関西空港線向けの5000番台116両の計226両が製造された。2010年10月23日には神戸駅と大阪駅で、24日には天王寺駅と京都駅で、それぞれ車両展示会が開催された。
2016年（平成28年）から2017年（平成29年）にかけて、2次車として100番台・5100番台が製造され、2020年（令和2年）から2024年（令和6年）にかけて3次車として100番台の増備が実施された。2023年（令和5年）1月には、新快速の有料座席サービス「Aシート」を連結した列車を増発するため、専用車両の700番台を連結した4次車が新造された。
1次車は日本産業デザイン振興会の2011年（平成23年）度グッドデザイン賞を受賞している。

## 車両概説
本項では1次車登場時の仕様を基本として記述し、増備車・番台別の区分については別途記述する。

### 車体

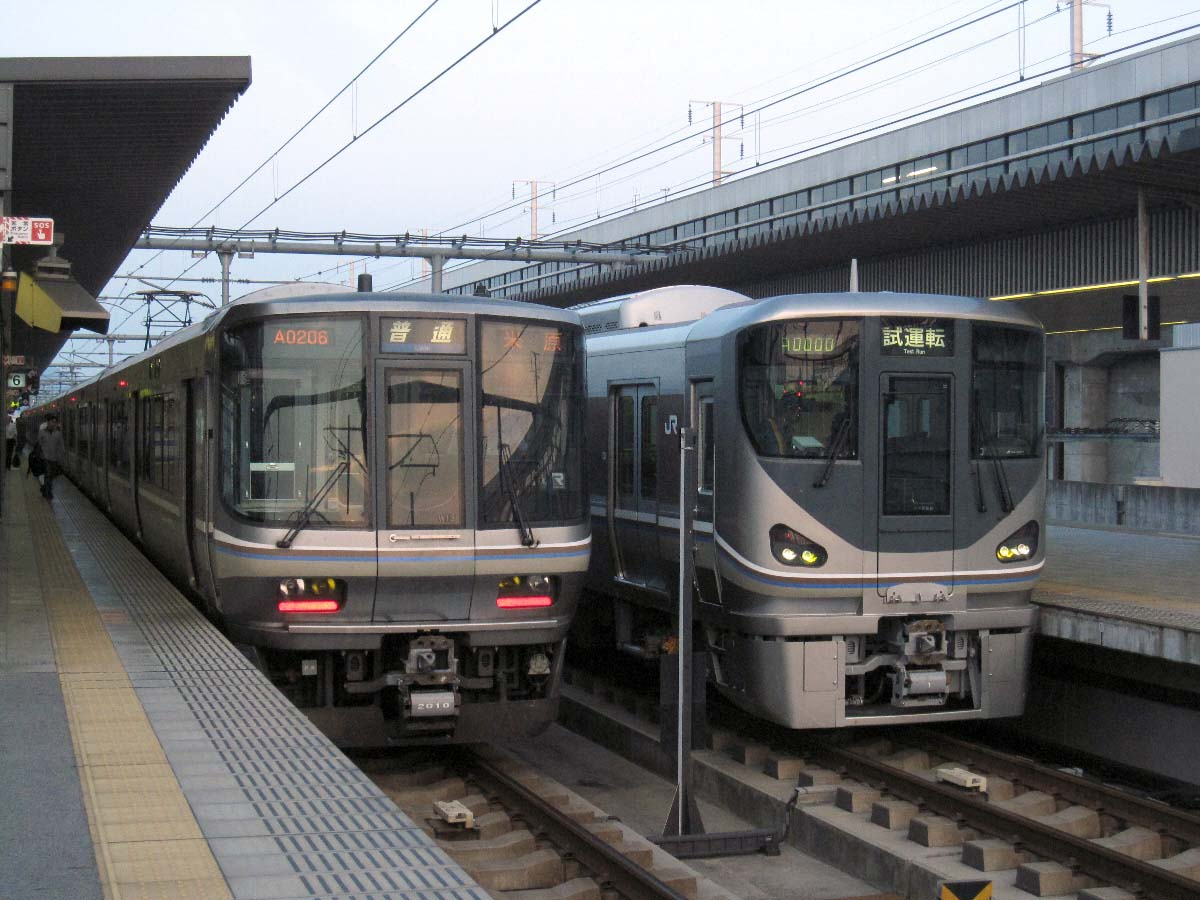
223系（左）と225系（右）
（2010年8月20日 姫路駅）

車体長は19,570/19,500 mm（先頭車/中間車）、車体幅は2,950 mm、20 m級車体に片側3箇所の両開き扉という、近郊形としてはオーソドックスな構成である。全電動車編成とすることによって、車両構体の共通化によるコスト削減が図られている。車体断面は321系以降の新しい標準断面を採用し、ホームドア設置を考慮して連結面 - 車端出入り口寸法を先頭車・中間車で共通化させている。
材質はステンレス鋼（SUS301, SUS304）を基本とし、運転台部分のみ高耐候性圧延鋼材（SPA）が用いられている。外板厚は、妻面が2mm、側面が2 mm、運転台が4.5 mmとなっている。また、コストダウンの一環としてメーカーごとの工法の差がある程度許容されており、貫通扉上部の処理などに細かな差異がある。なお、川崎重工業製の車両はefACEと呼ばれる車体構造を採用している。
前面は223系よりも角ばった印象となっており、ガラス周辺部は濃いグレーで塗装されている。前部標識灯（前照灯・フォグランプ）にはHIDが採用されている。前頭部は列車が衝突した際、運転席周りに比べて相対的に強度を低くした先頭上部が先につぶれることで力を上方へ逃がし、乗客への衝撃と客室の変形を抑える構造（クラッシャブルゾーン）をJR西日本の車両で初めて採用している。この衝撃吸収の仕組みはJR西日本が独自に開発したもので、「ともえ投げ方式」と呼ばれる。また、オフセット衝突対策としてガイド板構造が、側面衝突対応として天井 - 側板 - 台枠を一体としたリング構造が採用されている。
側窓は構体構造の効率化から両端に小型窓、中央に大型窓を配置するように変更されているが、座席列に合わせて桟で区切られ、ドア間の日除けは5枚となっている。この窓配置は後に製造されたJR西日本の近郊・通勤形（227系・521系100番台・323系）にも継承された。
乗降ドアは221系以来の半自動対応のボタン式であるが、321系同様に半自動時にはボタンが発光するなど、操作方法が分かりやすくなるよう改善されている。ドアエンジンは戸締め可変力制御機構を備えている。
カラーデザインは223系と同様で、0番台・100番台は前面および側面にホワイト・ブラウン・ブルー（JR西日本コーポレートカラー）・ベージュ（新快速シンボルカラー）の4色帯を、窓部分にブラウンの幅広帯を配している。5000番台・5100番台は車体側面にホワイトとブルーのドットグラデーション帯とパールブルーの幅広帯を配している。
種別行先表示器は221系以来の幕式種別表示器と3色LED式行先表示器の組み合わせであるが、この仕様は本系列1次車と287系が最後となった。

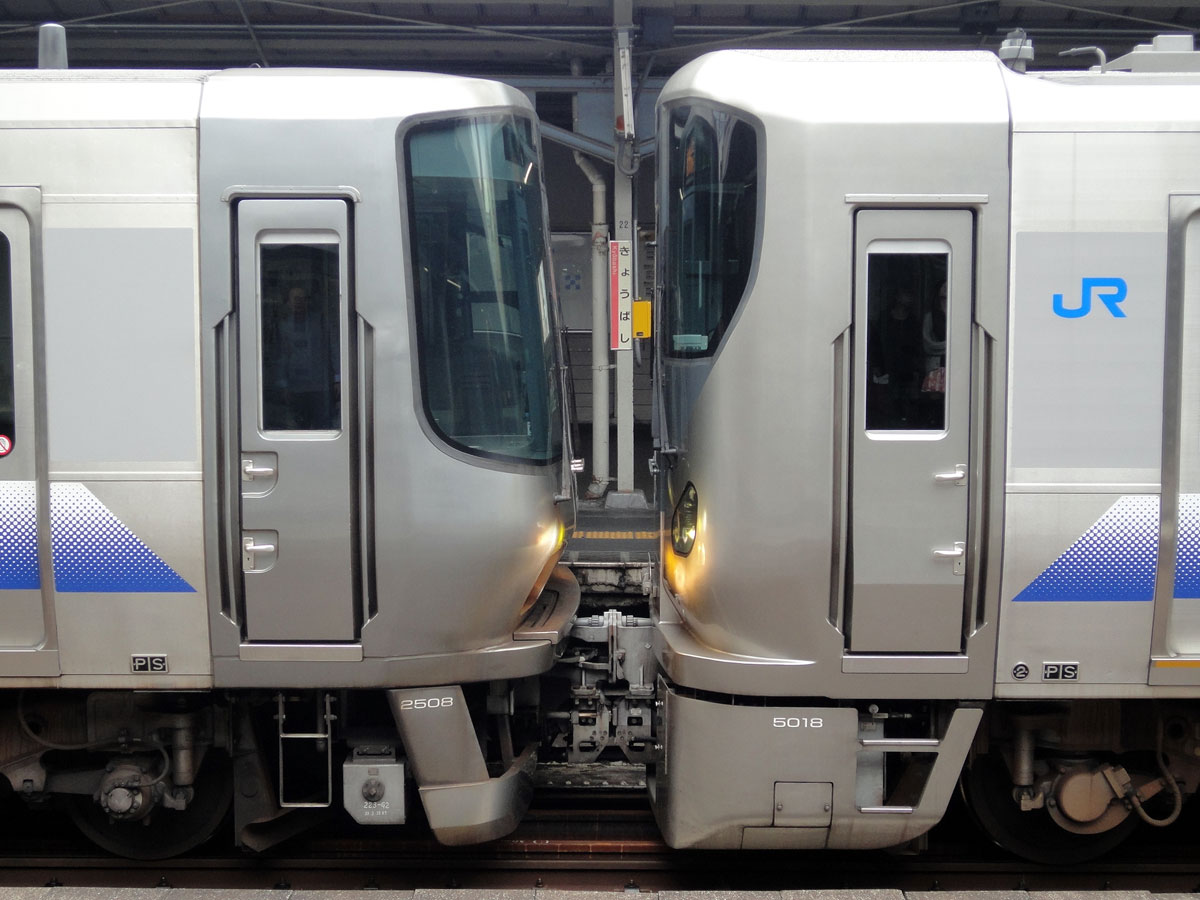
223系と225系の連結部（右が225系）
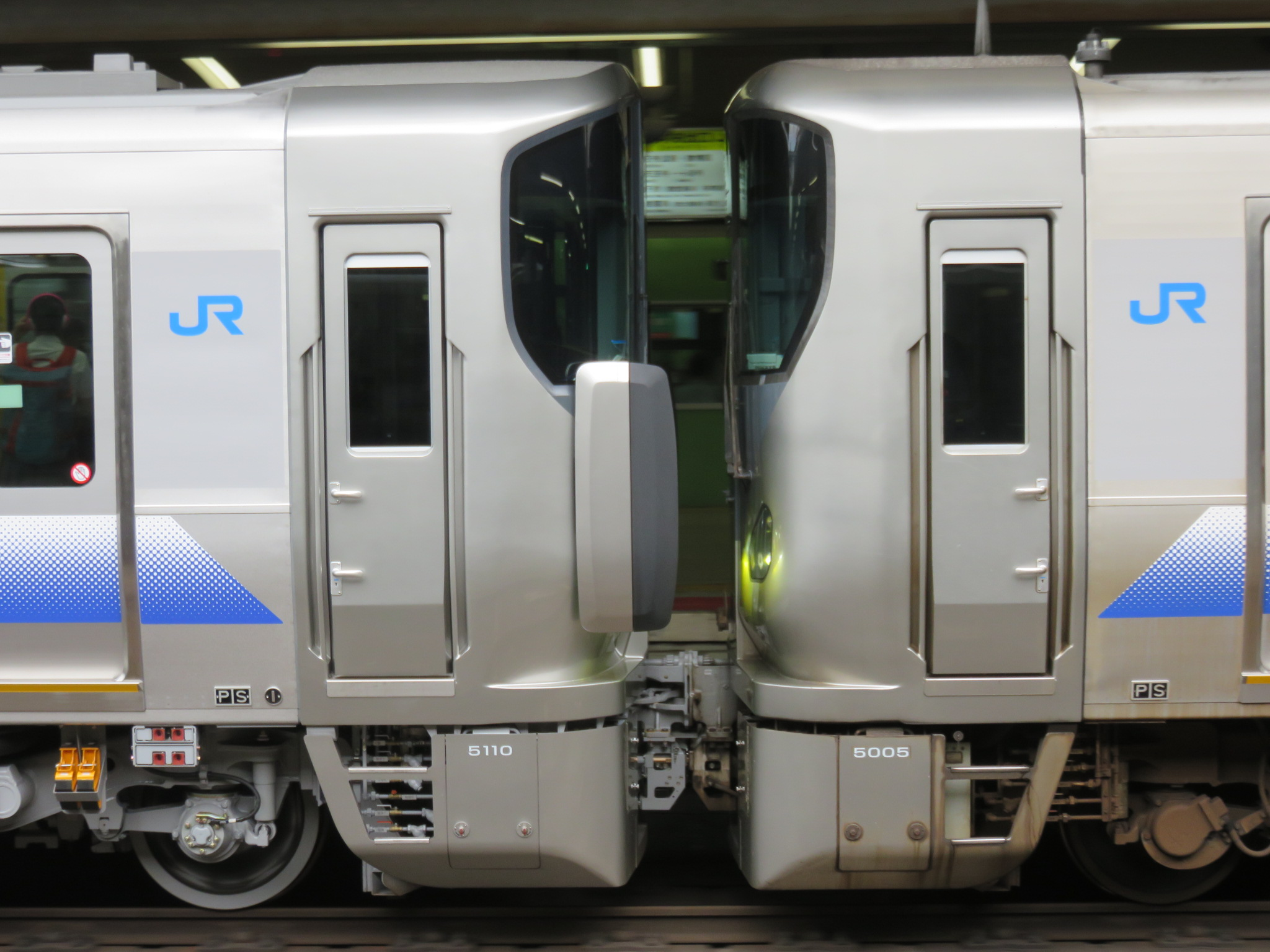
1次車と2次車の連結部（左が2次車）
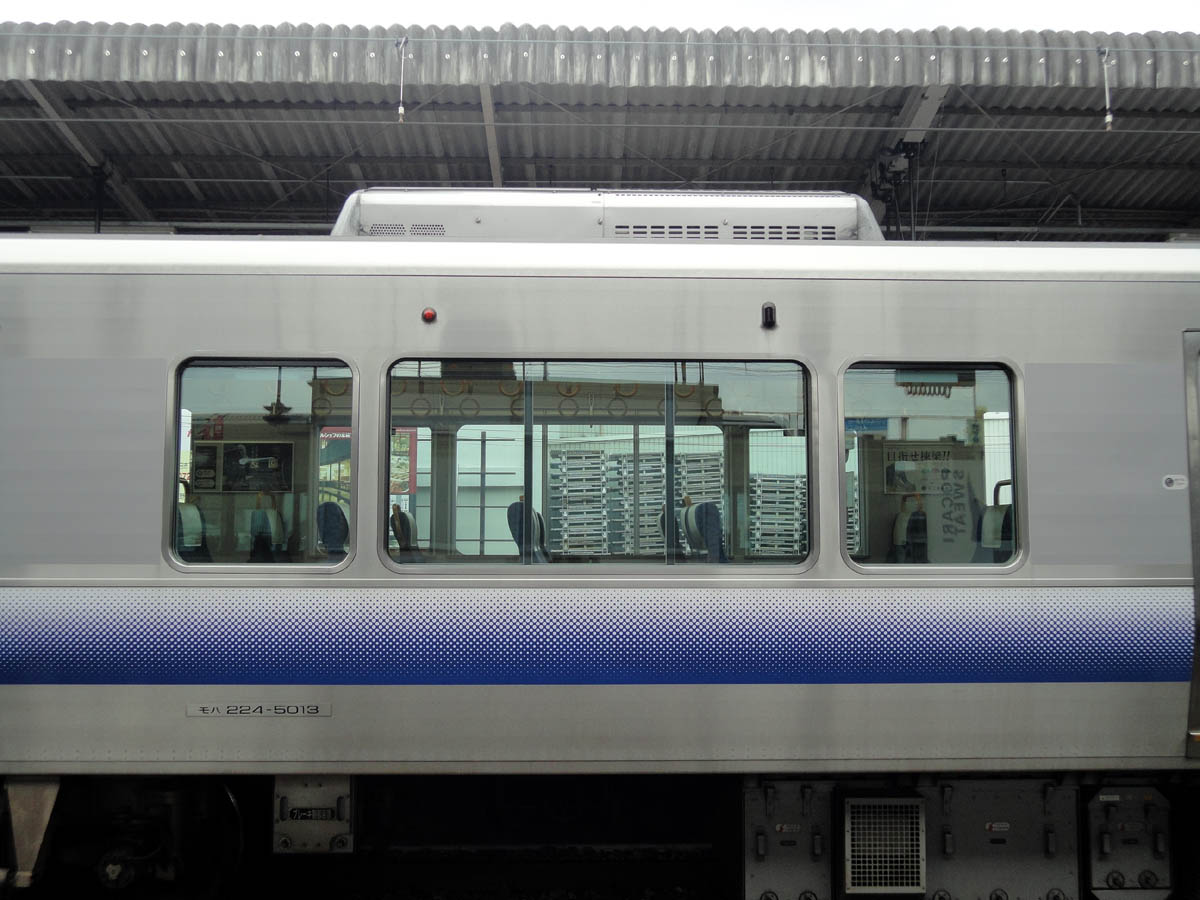
225系の側窓
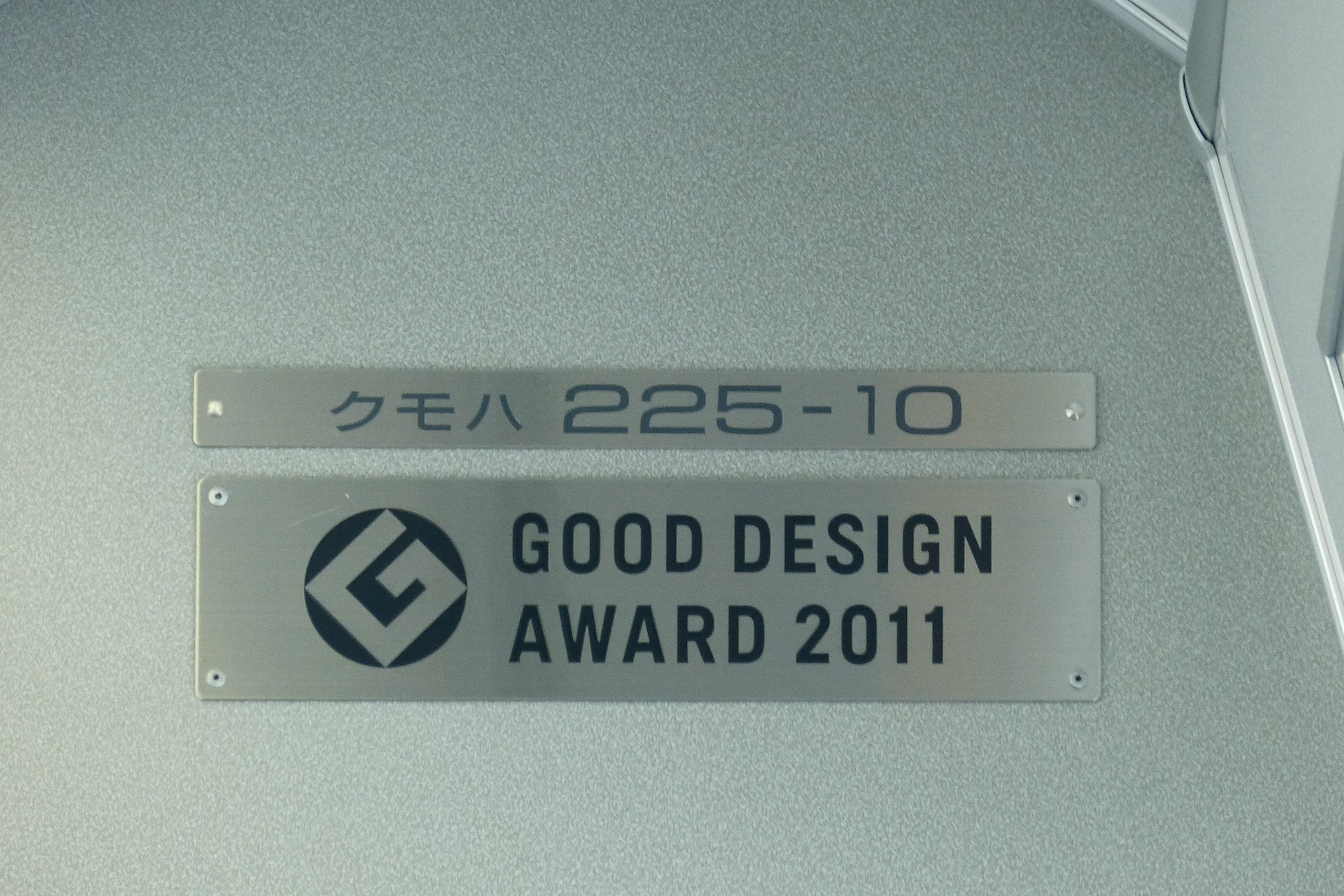
225系2011年グッドデザイン賞受賞プレート
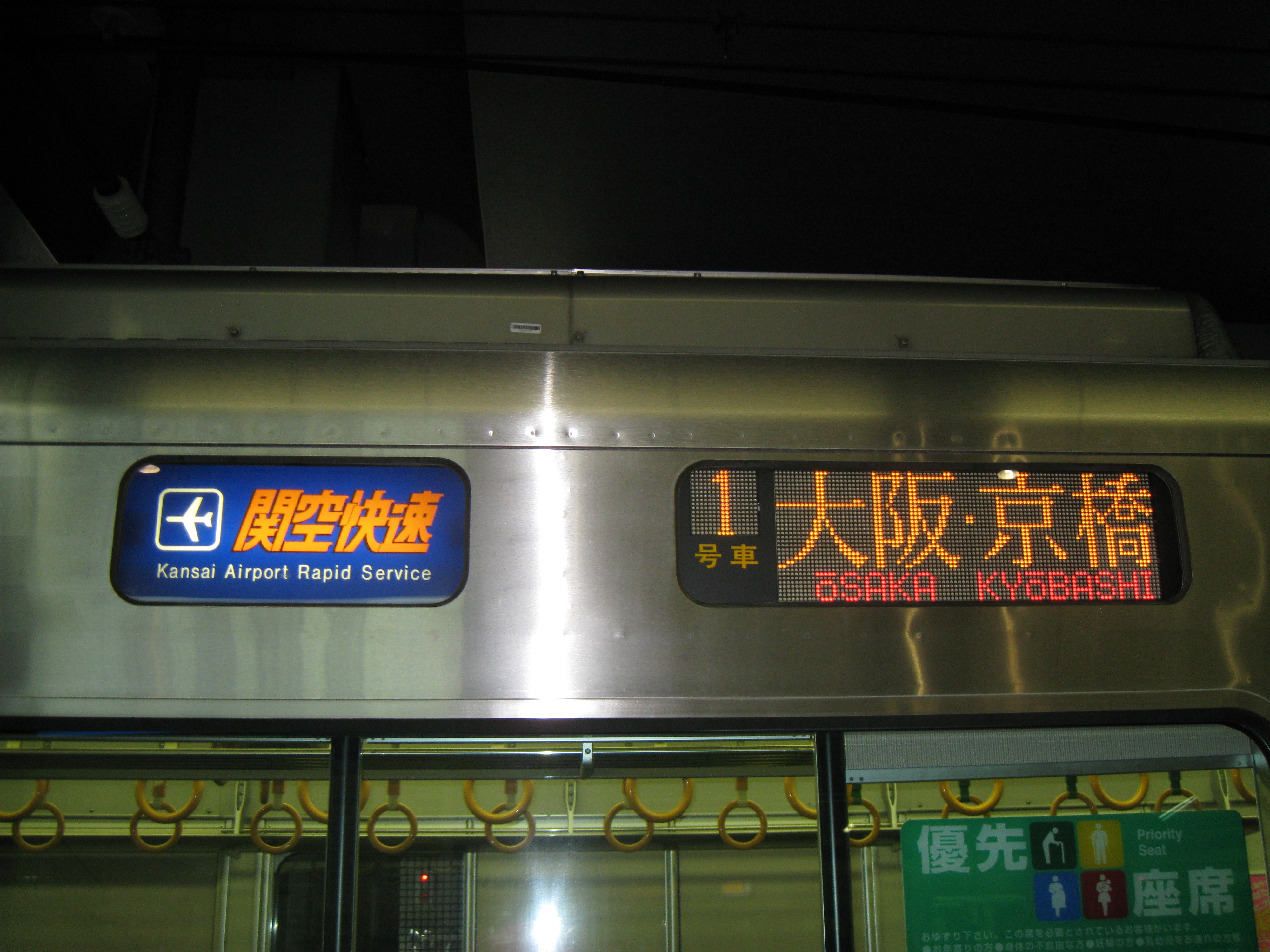
225系5000番台種別・行き先表示（旧）
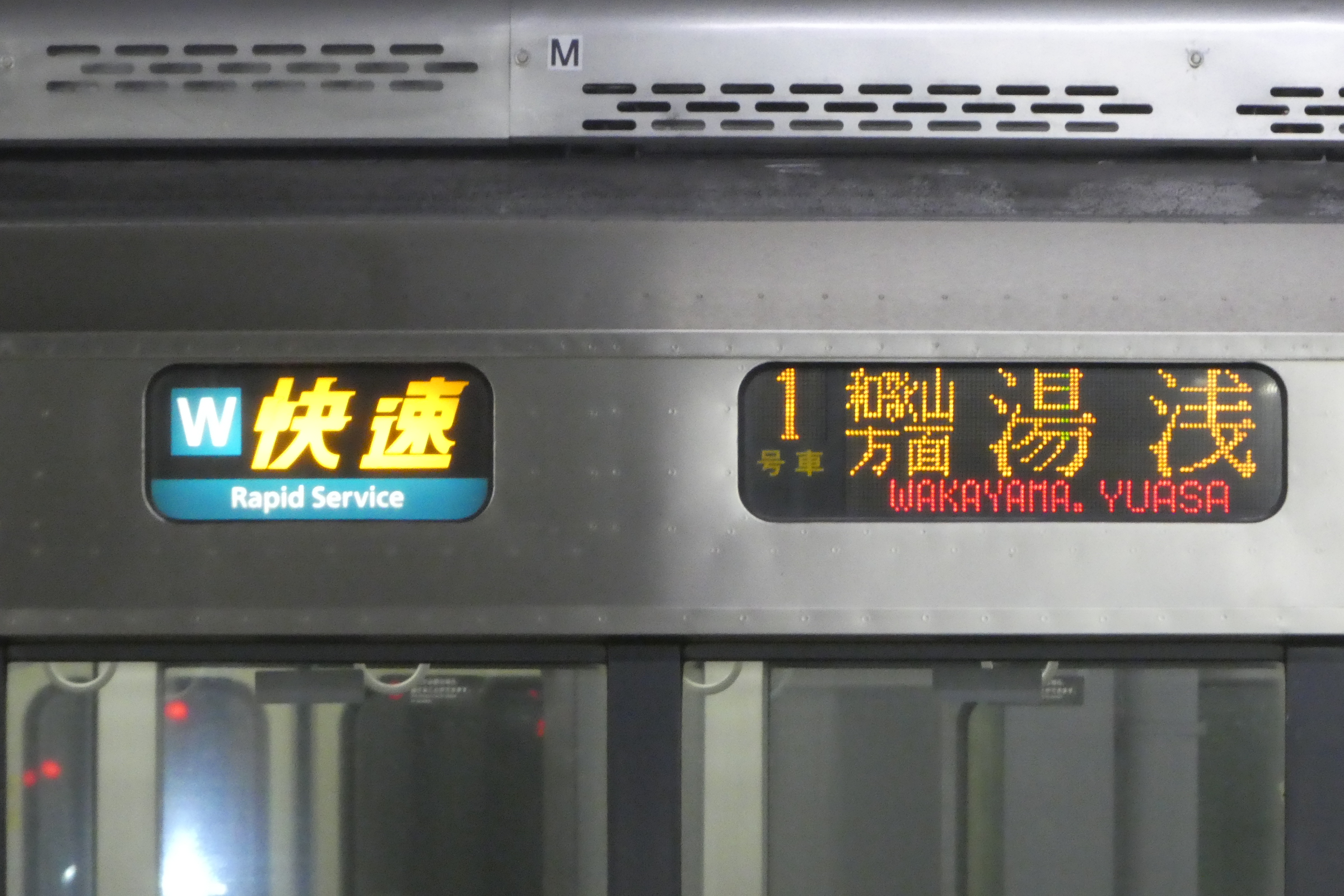
225系5000番台種別・行先表示（新）

### 車内
223系と同じシートピッチ910 mmの転換クロスシートが扉間に5列（扉横は固定式）、車端部（運転台およびトイレ設置部を除く）に向かい合わせ式の固定クロスシートが設置されている。座席配列についても223系と同様で、0番台・100番台・6000番台には補助席を設けているが、5000番台・5100番台は空港輸送およびラッシュ時の収容力を考慮して1+2列配置とされ、補助席は設置されていない。
つり革や手すりは大型化され握りやすい直径を採用し、オレンジ色として識別を容易にしたほか、つり革の数を223系の1両あたり80個のおよそ1.5倍となる124個に増やして、緊急時につかまりやすいよう配慮されている。また、手すりの端部を曲線化することにより、乗客が手すりに衝突した場合でも衝撃力が集中しないように配慮されている。優先座席付近については、そのエリアを明確化させるため、つり革のベルト部分を緑色としている。
バリアフリー新法の施行に伴い、トイレの形状が変更されたほか、車椅子スペースを編成中2か所（両先頭車）に増やしている。また、乗降ドアの室内側には黄色のラインを追加し、鴨居部にはドア開閉ランプを2灯設置している。トイレの処理方式は全車とも真空吸引式に変更されている。運転室背面の仕切り構造はJR西日本のワンマン運転対応車両と共通で、仕切扉は引き戸としている。
案内装置については、自動放送装置（5000番台・5100番台4両編成のみ）と、321系で採用実績のある車内旅客案内装置「WESTビジョン」を引き続き採用し、19インチの液晶ディスプレイを乗降扉間（1台4面）と車内両端（1台2面）にそれぞれ2箇所ずつ設置している。これにより、列車の増解結について詳細な案内図が表示可能となった。日本語のほか英語表示にも対応しており、2016年（平成28年）の323系導入後には、中国語・朝鮮語での表示にも対応した。

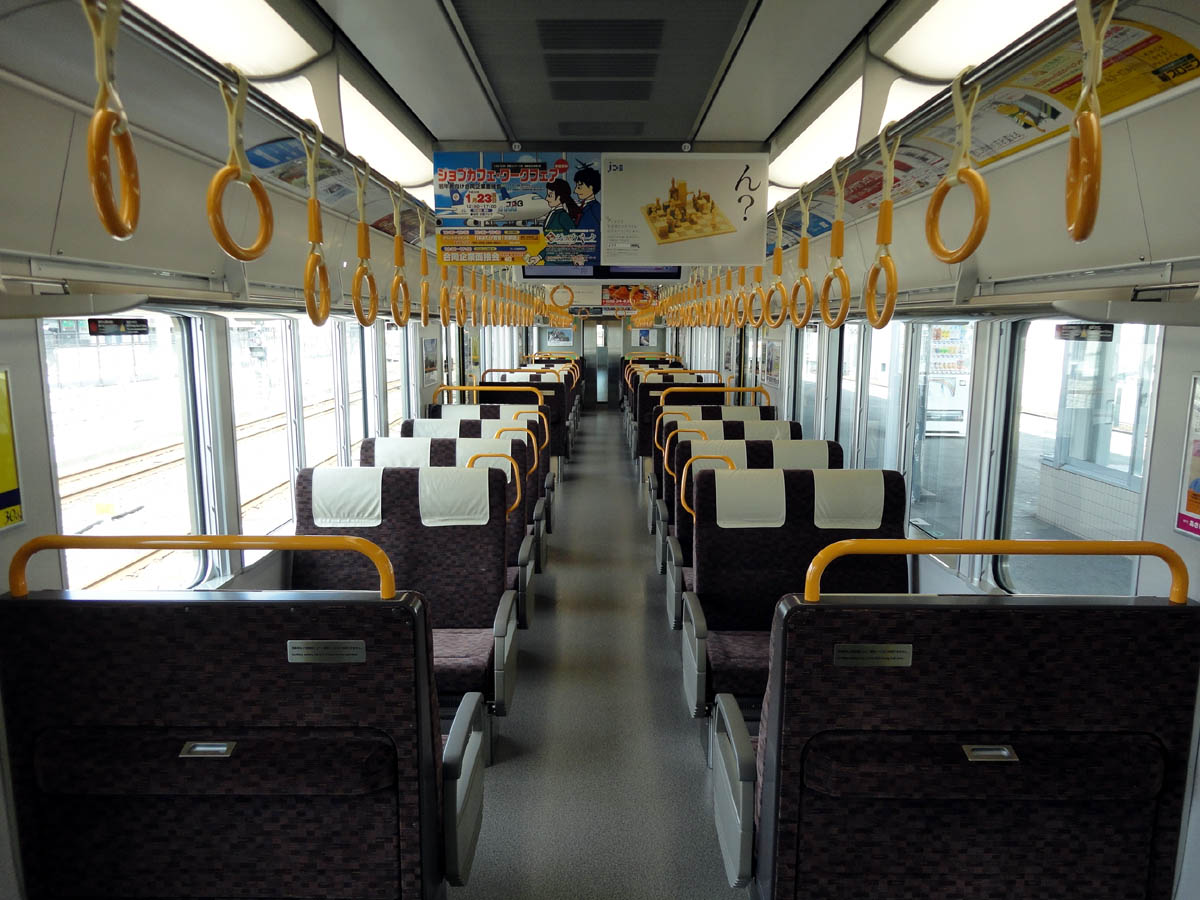
客室内（0番台）
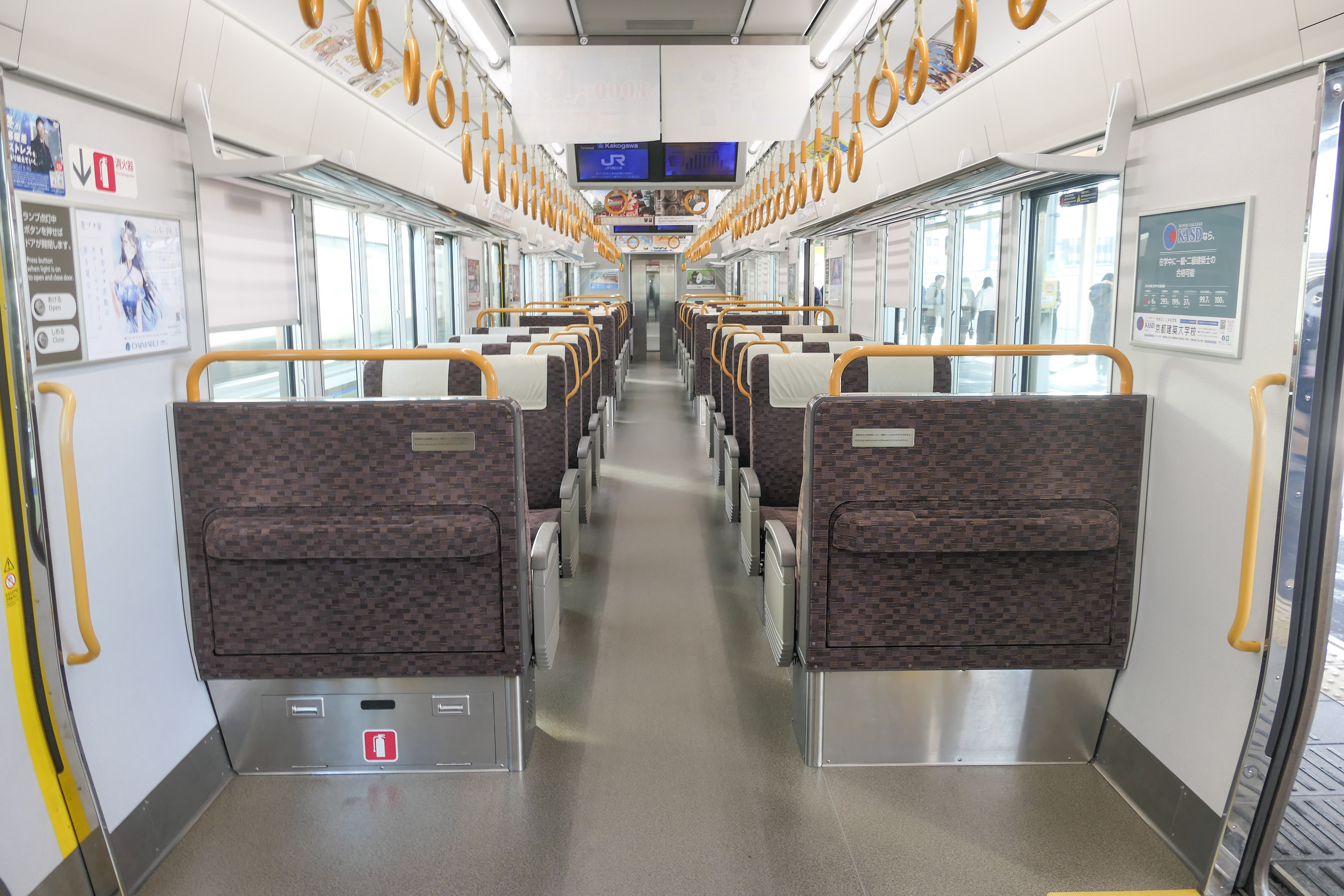
客室内（100番台）
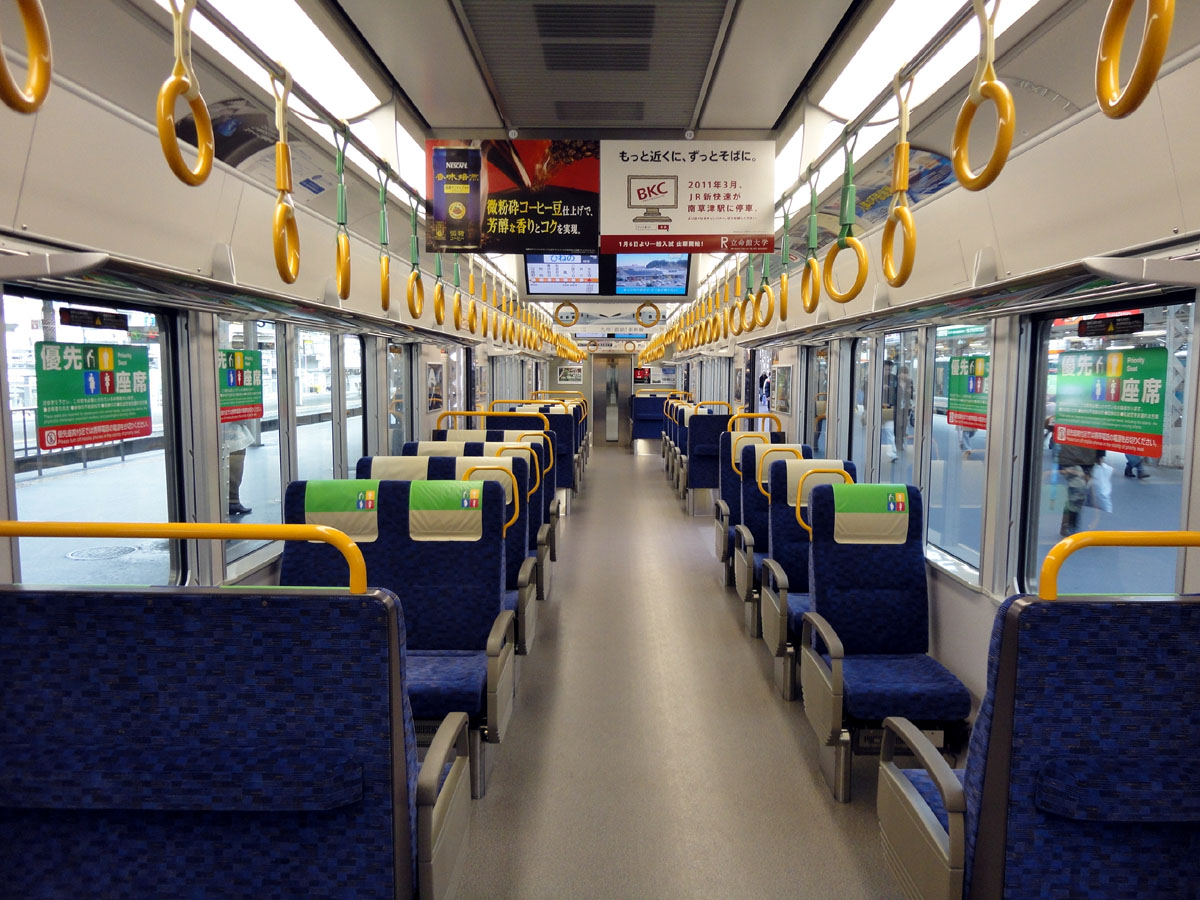
客室内（5000番台）
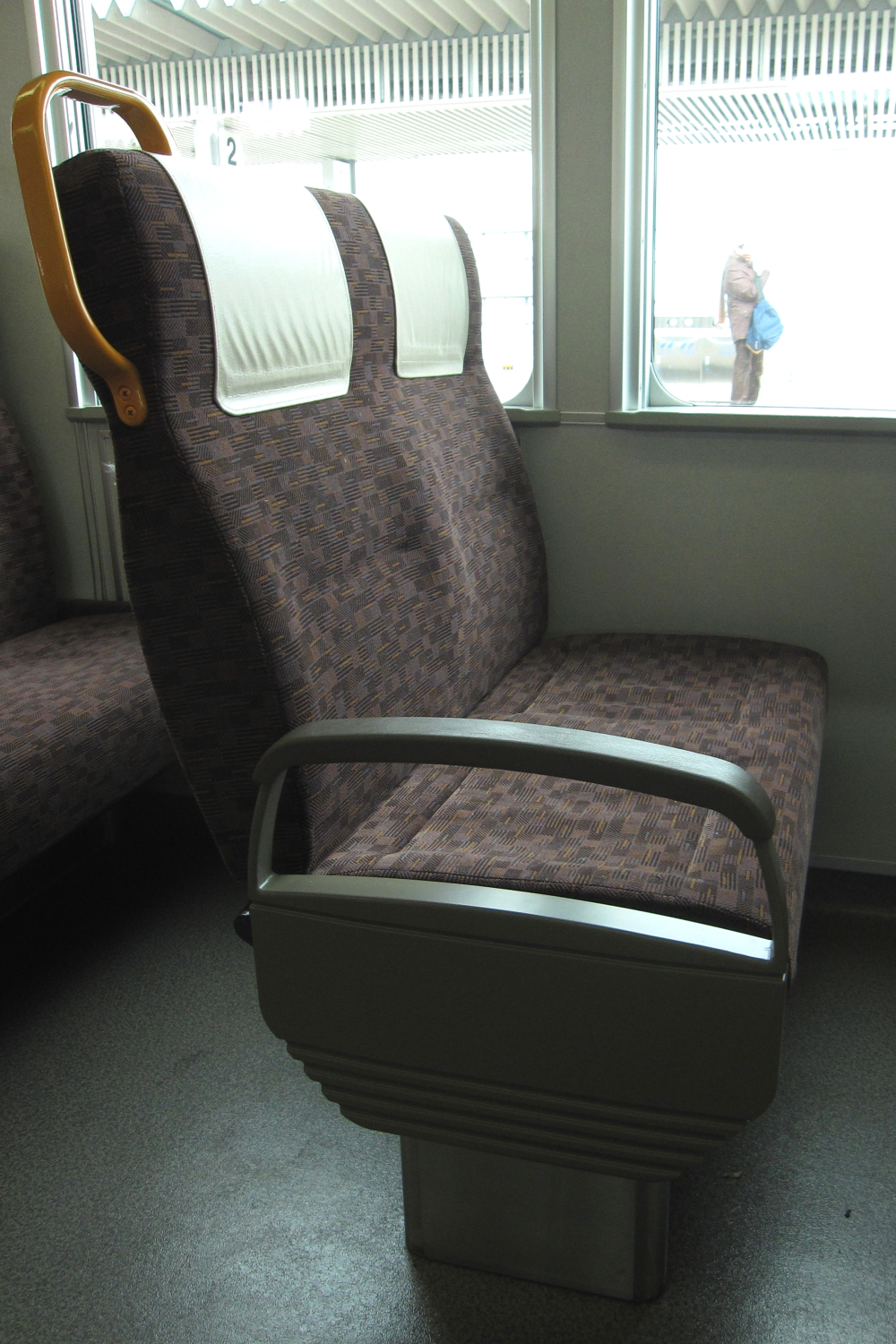
0番台の座席
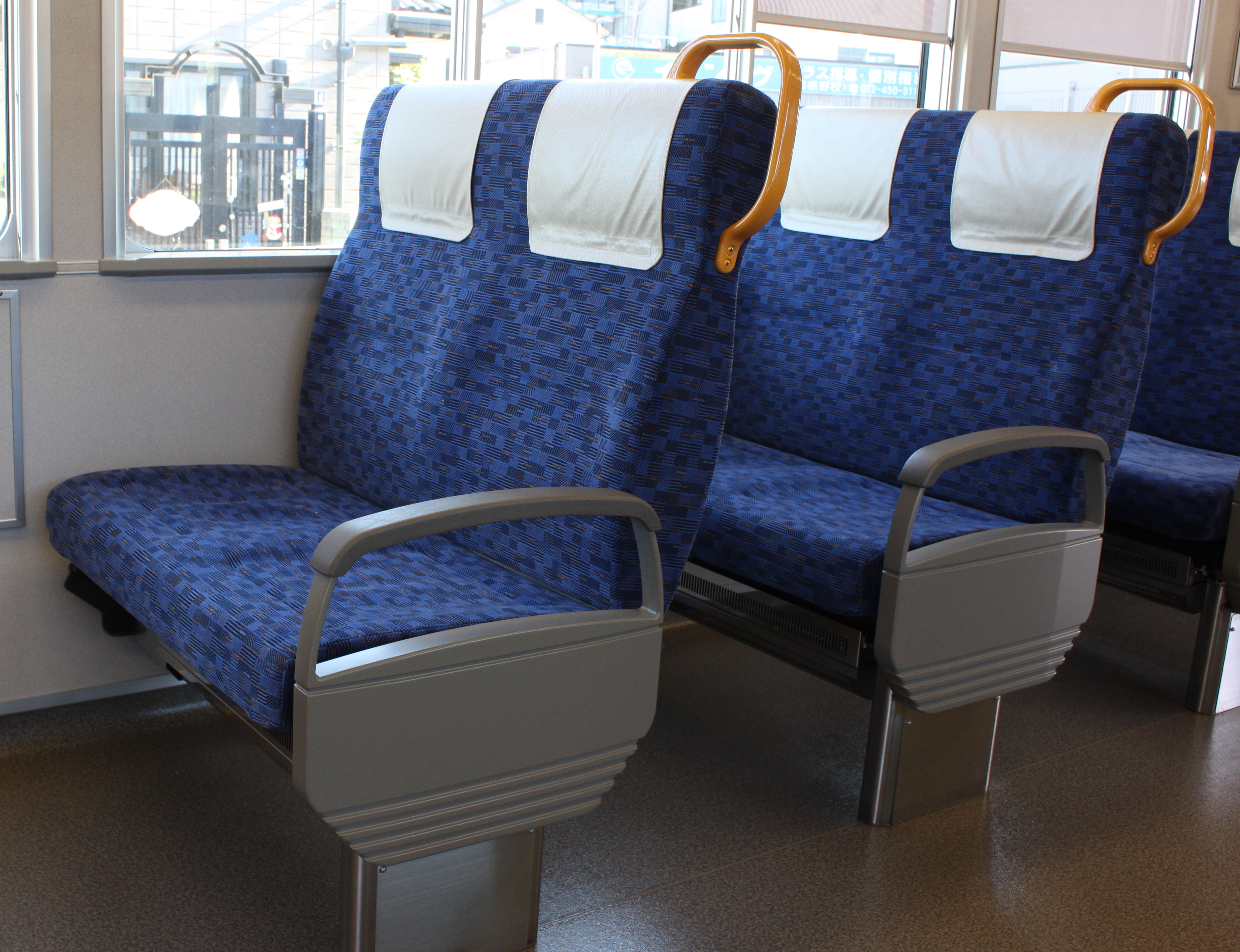
5000番台の座席（2人席）
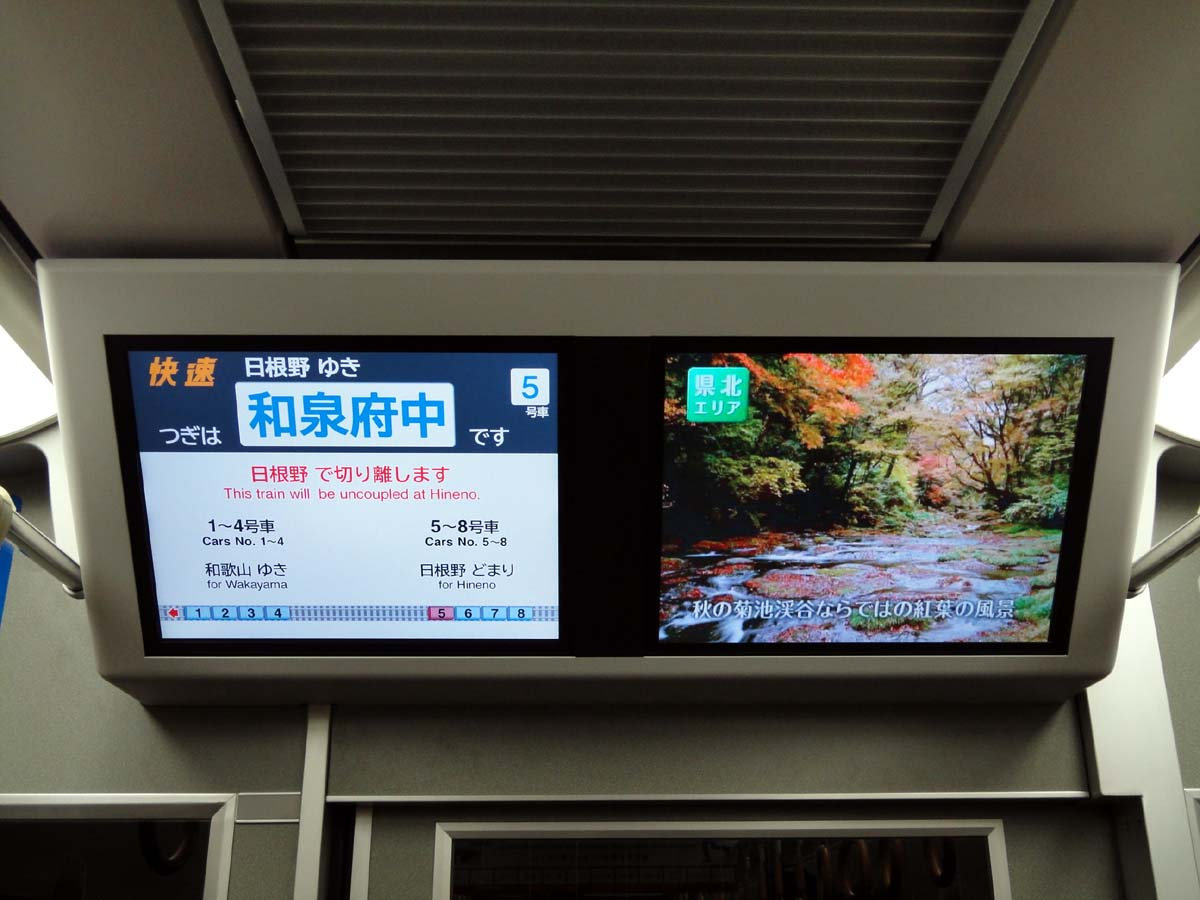
225系の車内旅客案内装置
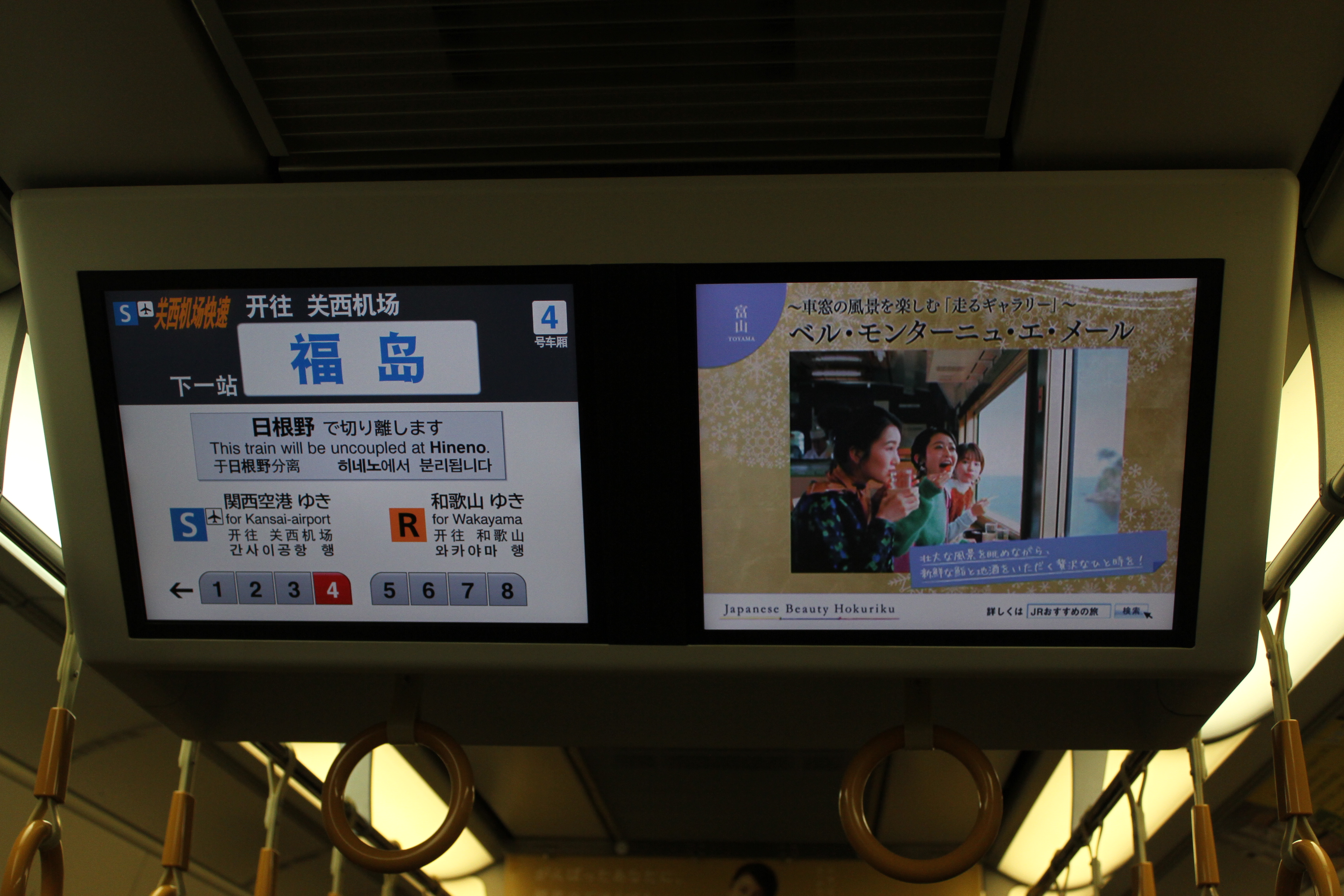
中国語・朝鮮語表示に対応した案内表示装置
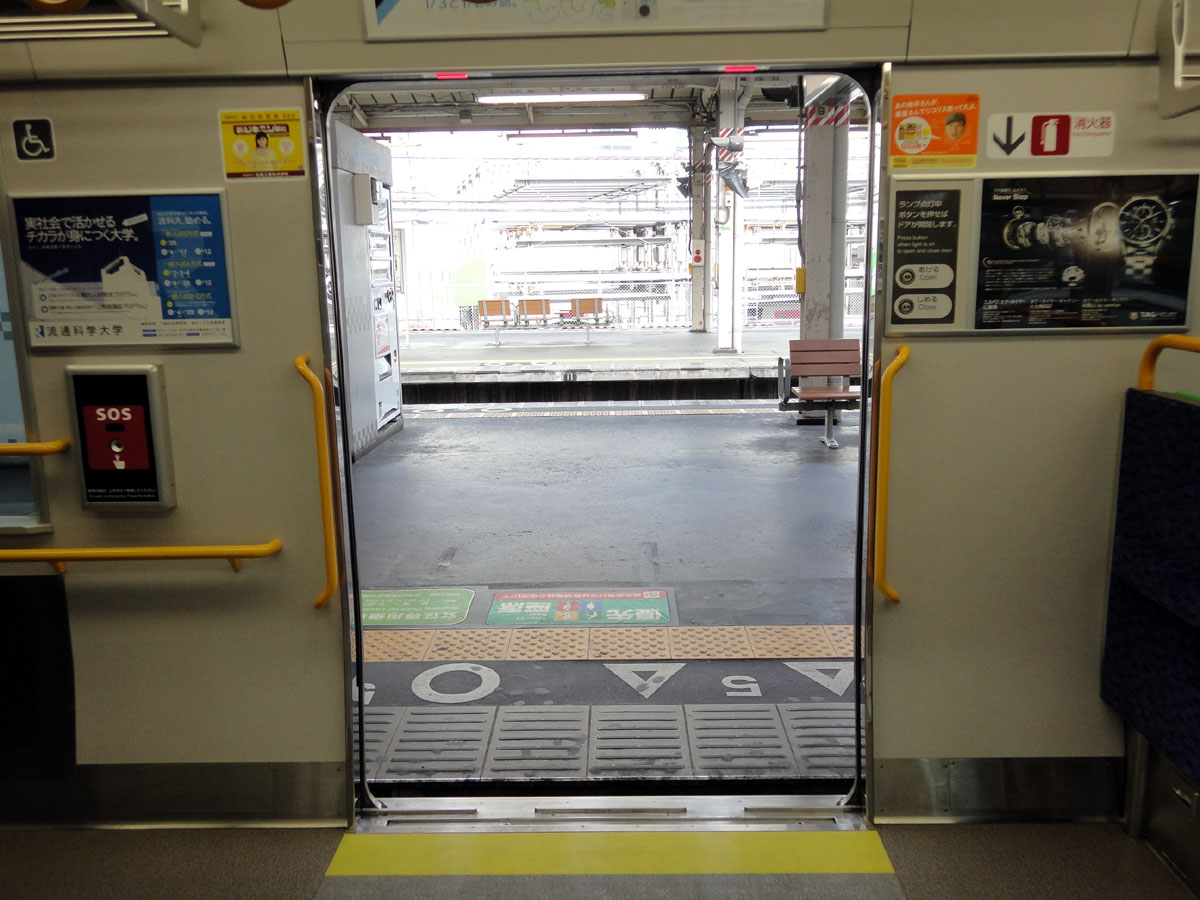
乗降ドア周辺部
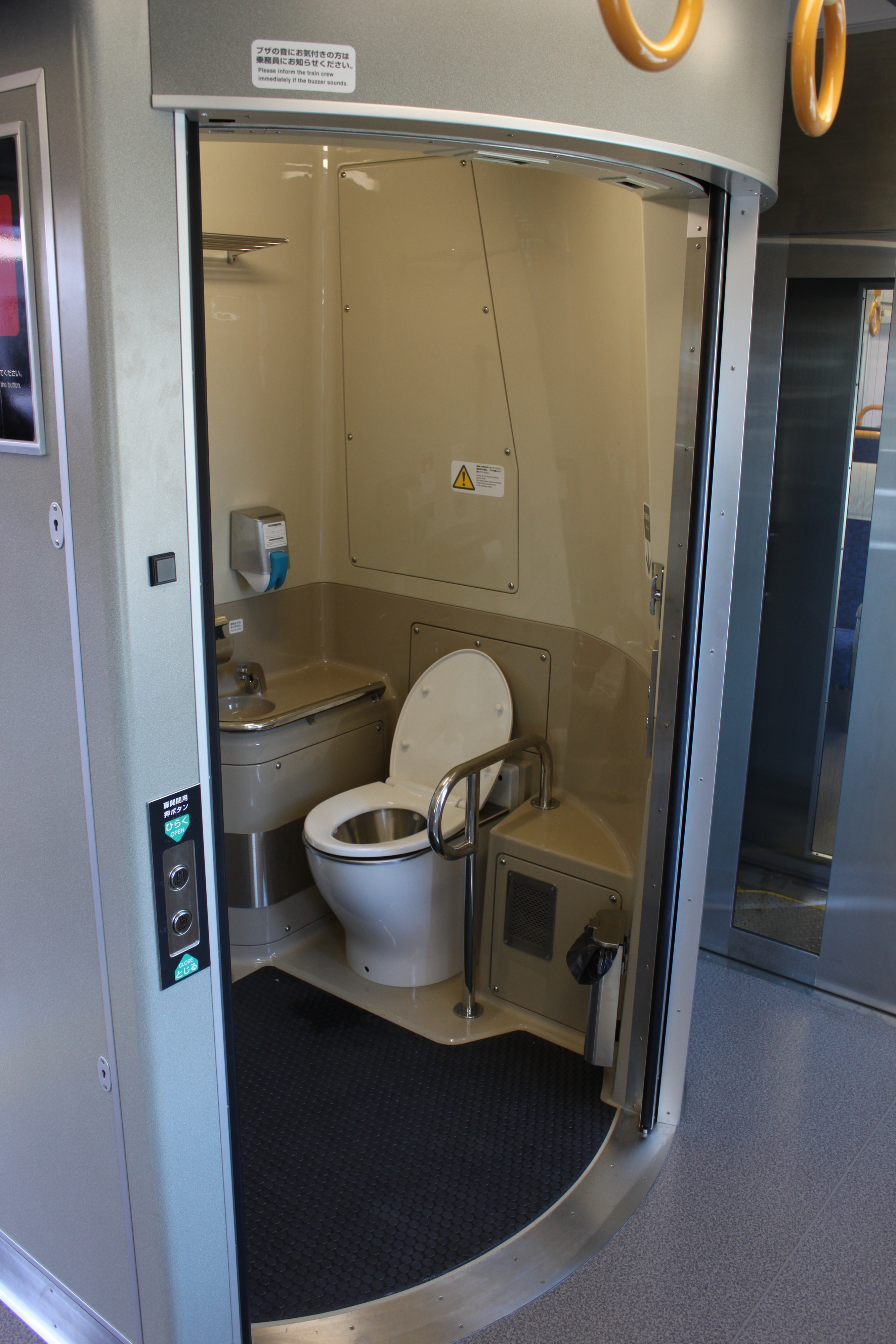
車いす対応大型トイレ

#### 乗務員室
運転台の主幹制御器は、221系以来実績のあるブレーキとマスコンが別々の横軸ツインレバー型としている。ワイパーは運転士側に予備を含めて2本、助士側に1本、貫通扉に1本の計4本を装備する。

### 主要機器
125系や321系で採用された0.5Mシステムと呼ばれる、運転に必要な機器類を1両にまとめて搭載する考え方を基本とし、すべての車両が車両制御装置を搭載した電動車であるが、集電装置の有無によって225形と224形の区別を行っている。
車両制御装置は三菱電機・東洋電機製造・東芝の3社が製造し、321系に採用された社内形式が WPC15 のものをベースに223系との併結を考慮させてソフトウェアの調整などを行ったものであり、WPC15A-G1 の社内形式を付与している。
主回路部はIGBT素子による2レベル電圧形PWMインバータ1基（定格容量：760 kVA）で2基の電動機を制御する、いわゆる1C2M構成のVVVFインバータを搭載し、速度センサレスベクトル制御および純電気ブレーキに対応している。これに対し補助電源部は三相交流440 V、75 kVAの容量を有している。主回路部と同じくIGBTを用いた2レベル電圧形PWMインバータをCVCF制御し、他車の補助電源部と並列運転を行うことで、1基当たりの容量小型化および故障時の編成全体での冗長性を確保する設計である。

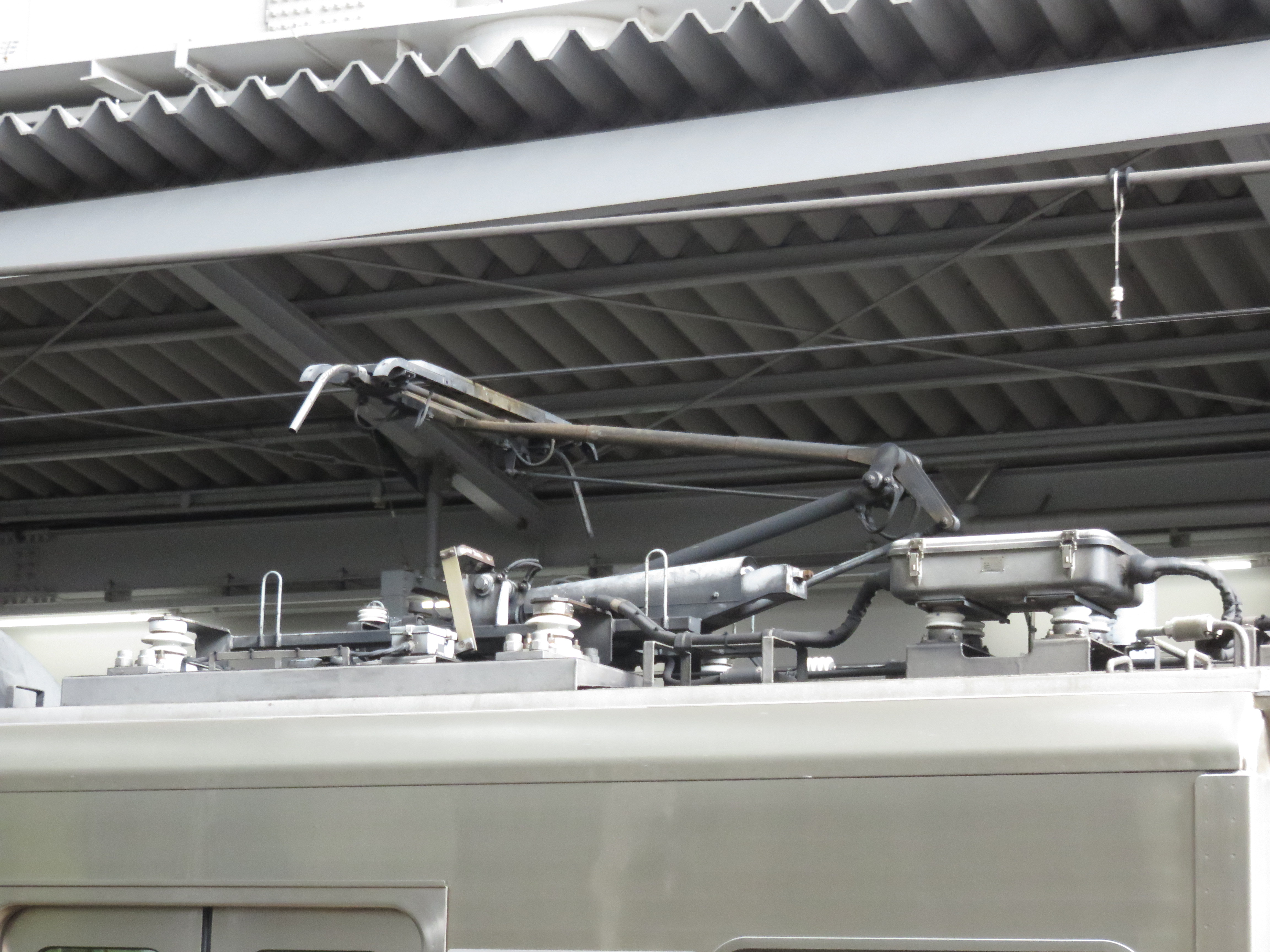
1次車パンタグラフ
（写真は5000番台）

集電装置はシングルアーム型パンタグラフ（WPS28C）が採用され、クモハ225形・モハ225形の上郡・和歌山寄りに搭載している。バネ上昇、空気下降式で電磁カギ外し装置および上昇検知装置を備える。なお、0・6000番台は集電シューの先端が2本であるが5000番台は1本となっている。
主電動機はかご形三相誘導電動機 WMT106A が採用され、各車両に2基搭載されている。センサレスベクトル制御により速度センサを廃し、1時間定格出力を270 kWに増加した。また、開発当時ではこの主電動機を今後の標準形式とみなしており、他形式へは制御ソフトやギア比の変更で対応することとした。
空調装置は、集約分散式である WAU708 を屋根上に1両あたり2台搭載しており、容量は20,000 kcal/h以上である。
電動空気圧縮機は、基本的に除湿装置と一体化した低騒音スクリュー式 WHM3098-WRC1600 （容量1,600 L/min）をクモハ225形・モハ225形に搭載するが、容量や多重化などの関係で両数に関係なく編成で2基搭載とした。このため、8両編成中間に位置するモハ225形（5号車）については空気圧縮機を省略して搭載準備工事にとどめられ、車両番号は原番に500を加えた500番台（100番台は600番台）とされた。これにより、将来空気圧縮機が搭載された場合でも、番号が重複しない（現番号-500で欠番が埋まる）ようになっている。
各車両には、電動空気圧縮機から供給された空気を貯蔵する元空気タンクとドアの開閉などで用いる 制御空気タンク を一体化した二室空気タンクが車両中央付近に1基、常用・非常ブレーキで用いる供給空気タンクが台車近傍の山側（2 - 4位側）に2基搭載されている。
台車は、メンテナンス性の向上及び部品共通化の観点から、223系や321系で実績のある軸はり式ボルスタレス台車とした。1両あたり電動台車と付随台車を1台ずつとしている。クモハ225形・モハ225形の場合は上郡・和歌山寄りに電動台車、米原・天王寺寄りに付随台車を装着している。クモハ224形・モハ224形の場合はその逆である。
基礎ブレーキは、電動台車には踏面ブレーキ、付随台車には踏面ブレーキとディスクブレーキを搭載し、空気ばね間距離を2,000 mmに拡大することで乗り心地の改善が図られている。電動台車は全車 WDT63A であるが、0番台のうち先頭車両と一部モハ225形の付随台車は1車軸あたり2枚のディスクブレーキと駐車ブレーキ機能およびアンチローリング装置を備えた WTR246C、それ以外が駐車ブレーキを省略した WTR246B となっている。WTR246C を採用するモハ225形は、車両番号が原番に300を足した300番台（100番台は400番台）として区別された。同様に、5000番台の先頭車両の付随台車は、1車軸あたり1枚のディスクブレーキと駐車ブレーキ機能を備えた WTR246E、中間車の場合は駐車ブレーキを省略した WTR246D となっている。WTR246D および WTR246E のアンチローリング装置は準備工事にとどめられている。また、全台車にヨーダンパが設置されている。
連結器は1編成を1車両として運用する考え方を基本としたため、中間連結部は半永久連結器を使用することを基本としている。先頭車運転台寄りの連結器は、増解結作業の容易化のために、電気連結器・自動解結装置付き密着連結器を採用する。すべての連結器にばね式胴受けと元空気ダメ間引き通しを備えている。
保安装置は、新製当初からATS-SWおよびATS-Pのほか、EB・TE装置、映像音声記録装置が搭載される。5100番台のみ、EB-N装置（デッドマン装置に類似）と車両異常挙動検知システムを搭載している。
警笛は、AW-2およびAW-5、補助警笛のミュージックホーンが先頭車両運転台床下に搭載される。

## 形式
- クモハ225形（Mc）

上り向き制御電動車。前位寄りに運転台、3位寄りに車椅子スペースを備え、車両制御装置・蓄電池・空気圧縮機・集電装置などを搭載する。
（0・100番台は敦賀・大垣・柘植向き、5000・5100番台は大阪環状線外回り先頭向き、6000番台は大阪向きに運転台）
- クモハ224形（M'c）

下り向き制御電動車。後位寄りに運転台、1位寄りに車いすスペース、2位寄りに身障者対応トイレを備え、車両制御装置、蓄電池などを搭載する。700番台はAシート車。
（0・100・700番台は上郡・播州赤穂向き、5000・5100番台は関西空港・紀伊田辺・東羽衣向き、6000番台は福知山向きに運転台）
- モハ225形
  - 0・100・5000・5100番台（M）

中間電動車。車両制御装置・蓄電池・空気圧縮機・集電装置などを搭載する。100（4両編成のみ）・5100番台では機器二重化の一環でパンタグラフを2基装備している。
  - 300・400番台（M3）

中間電動車。車両制御装置・蓄電池・空気圧縮機・集電装置・駐車ブレーキを搭載する。400番台（8両編成のみ）では機器二重化の一環でパンタグラフを2基装備している。
  - 500・600番台（M5）

中間電動車。車両制御装置・蓄電池・集電装置などを搭載する（空気圧縮機は搭載していない）。
- モハ224形（M'）

中間電動車。車両制御装置・蓄電池などが搭載されている。
4・6・8両編成の3パターンを基本としているが、このパターン以外の編成でも走行できるようになっている。

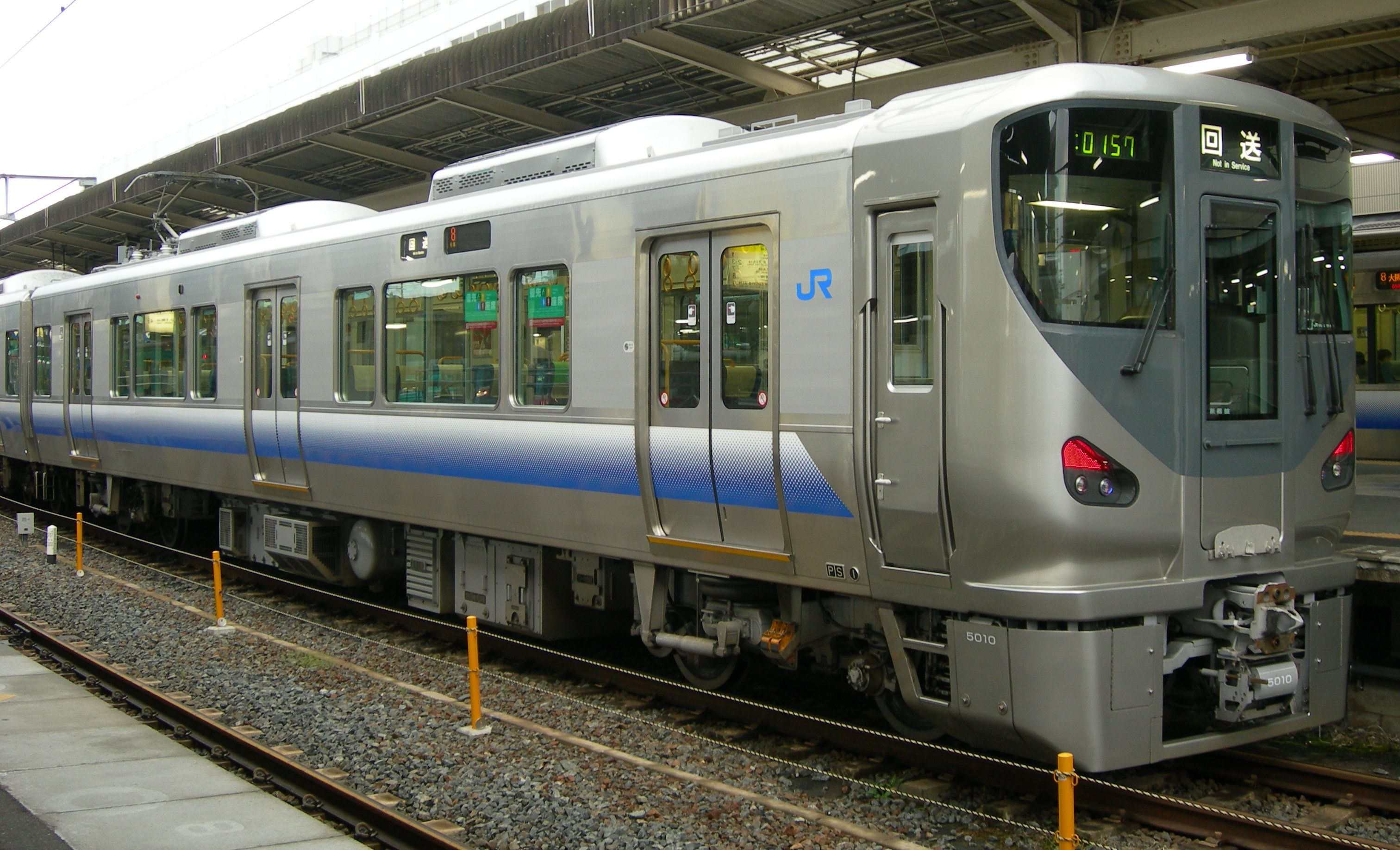
クモハ225形（5000番台）
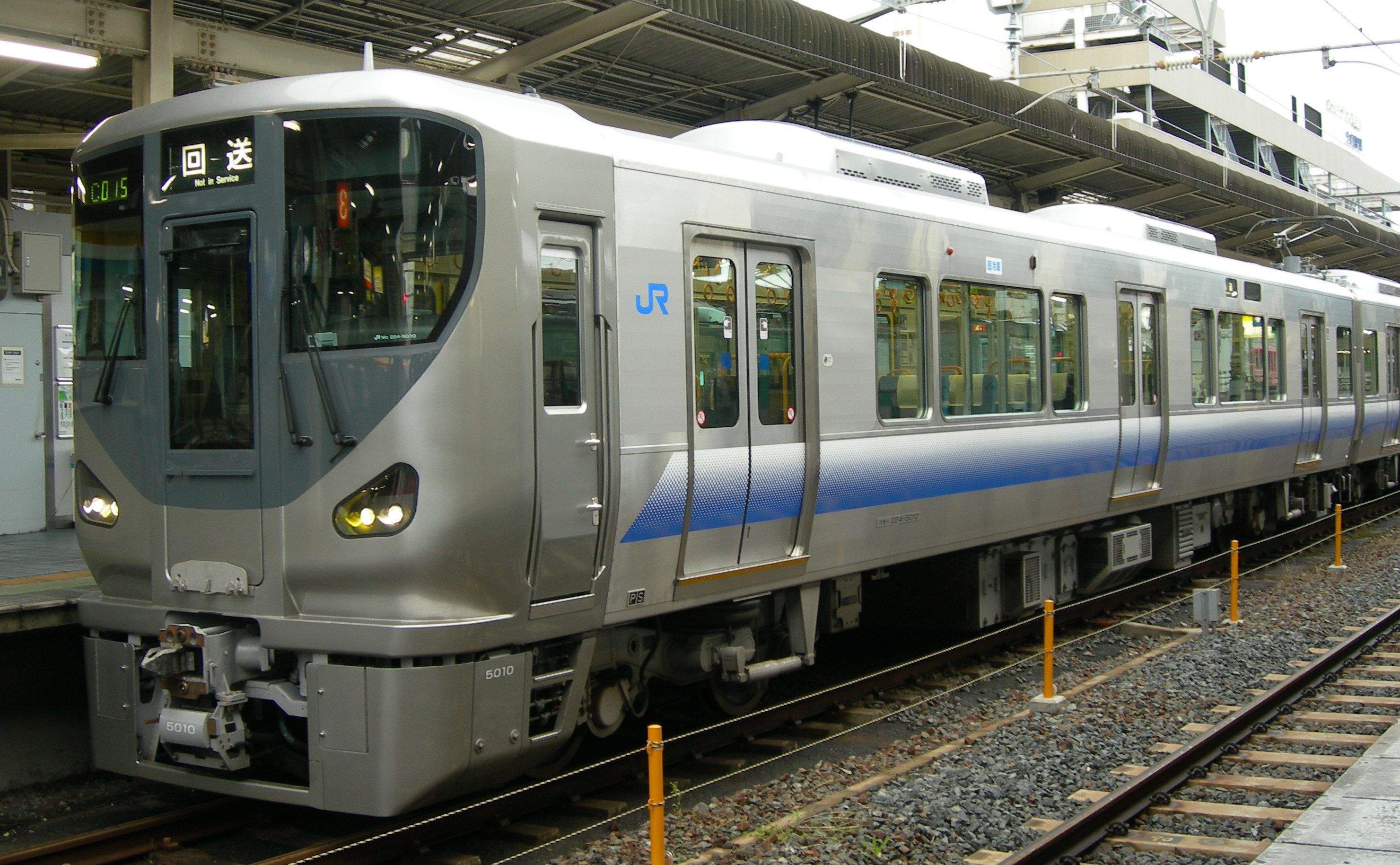
クモハ224形（5000番台）
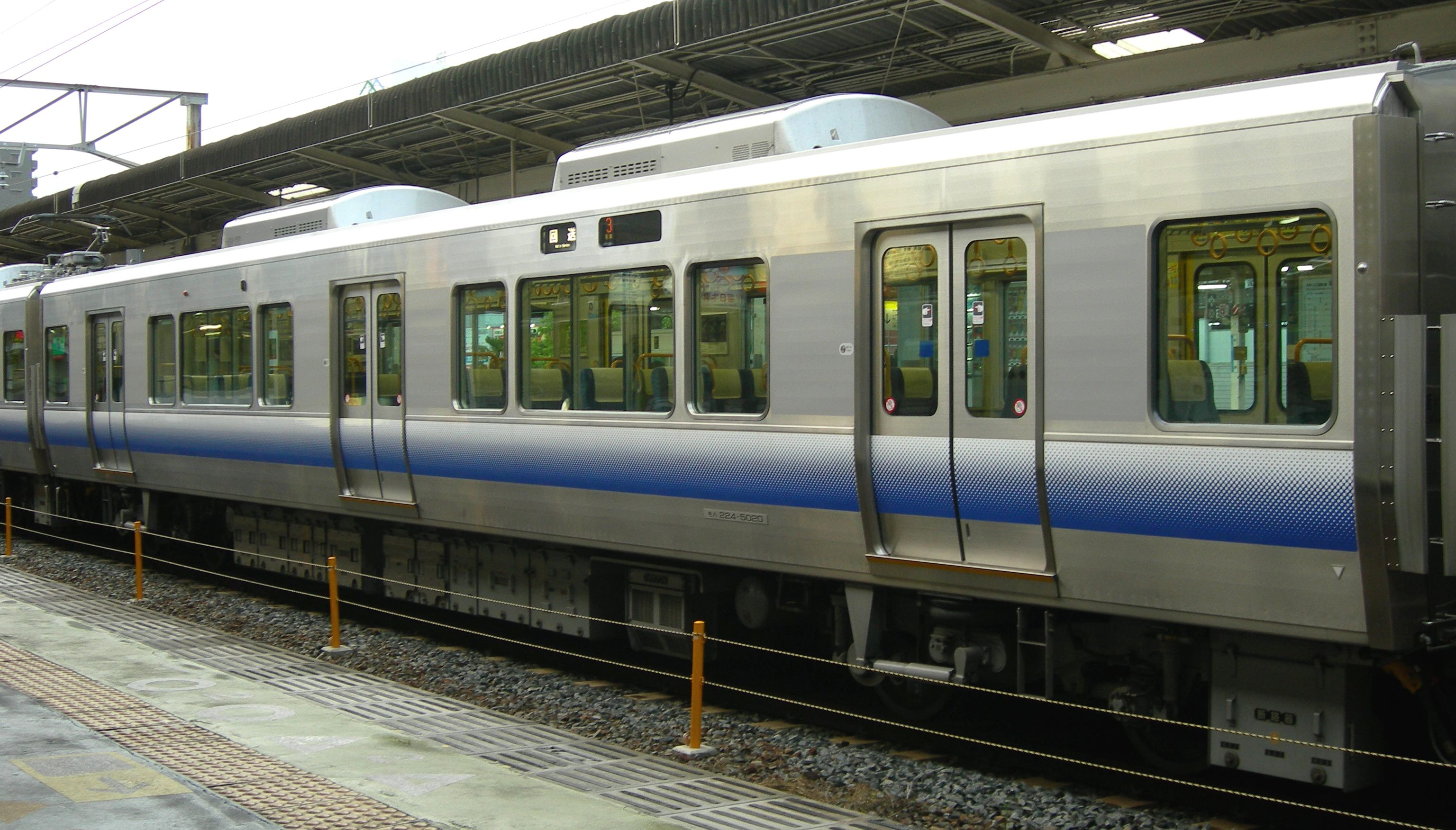
モハ224形（5000番台）
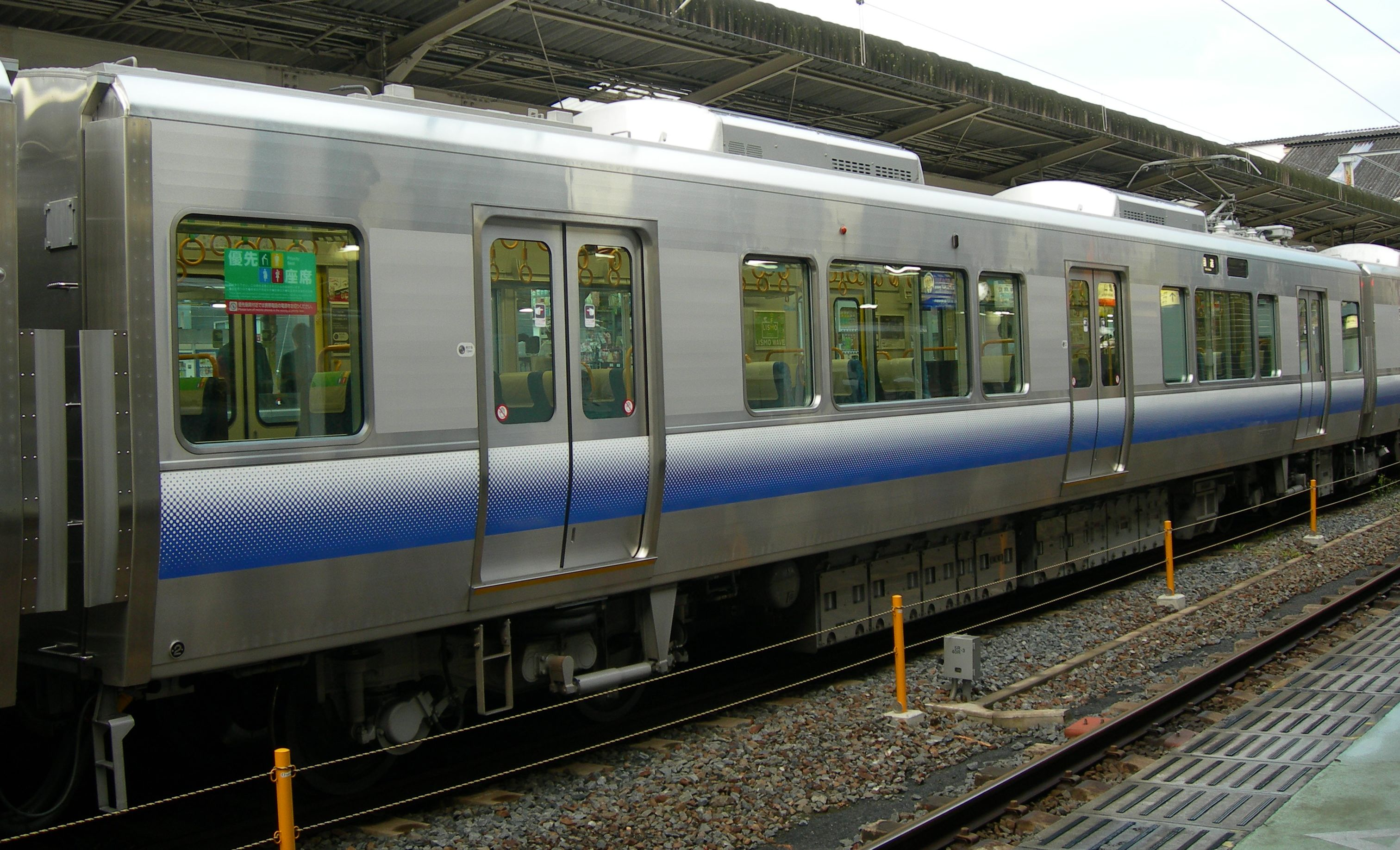
モハ225形（5000番台）
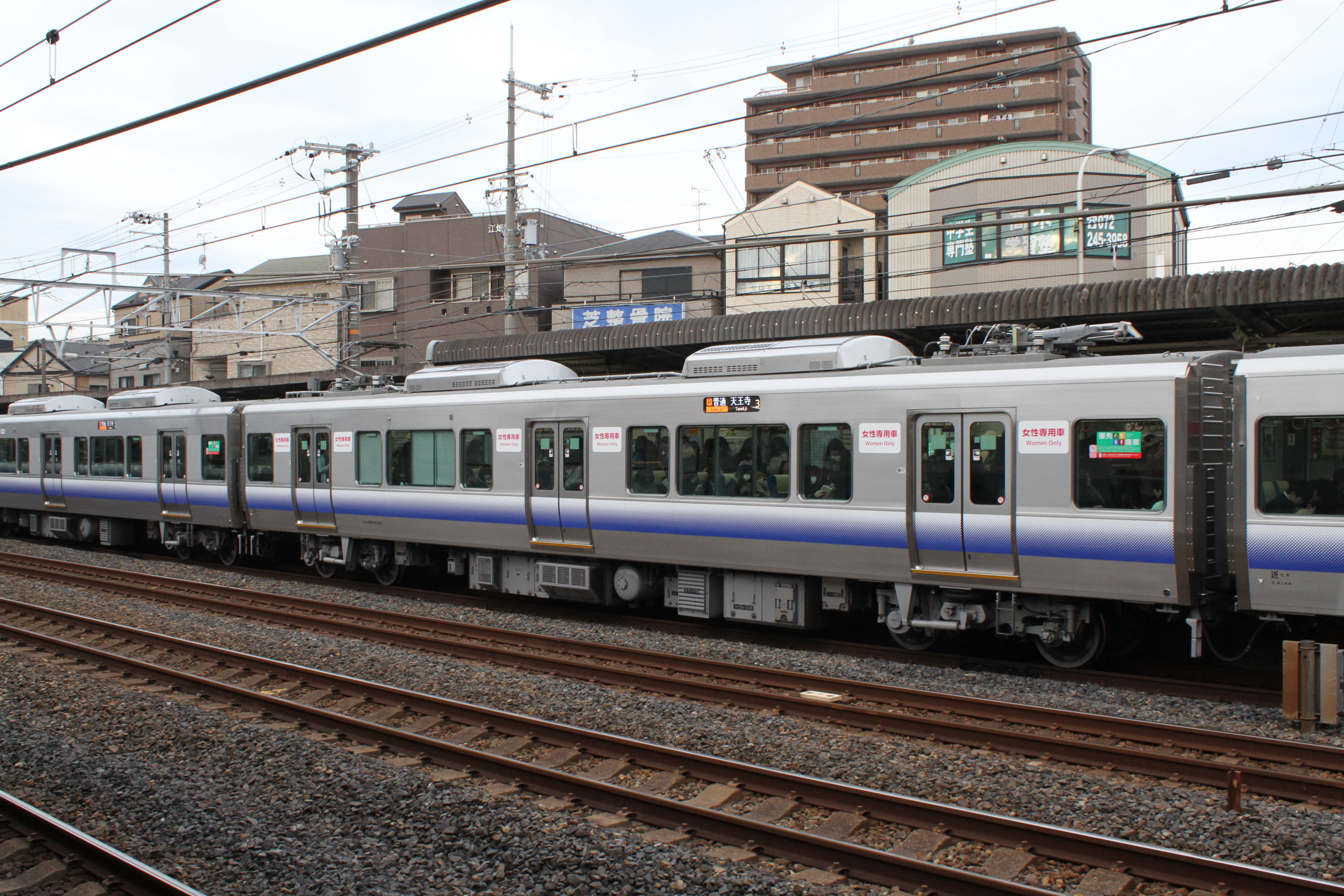
モハ225形（5100番台）6両編成時は女性専用車となる。

## 番台別解説
各番台の編成表で「-xxx」とあるのは、「xxx番台」の意味である（例：「クモハ225-5000」→「クモハ225形5000番台」）。

### 0番台

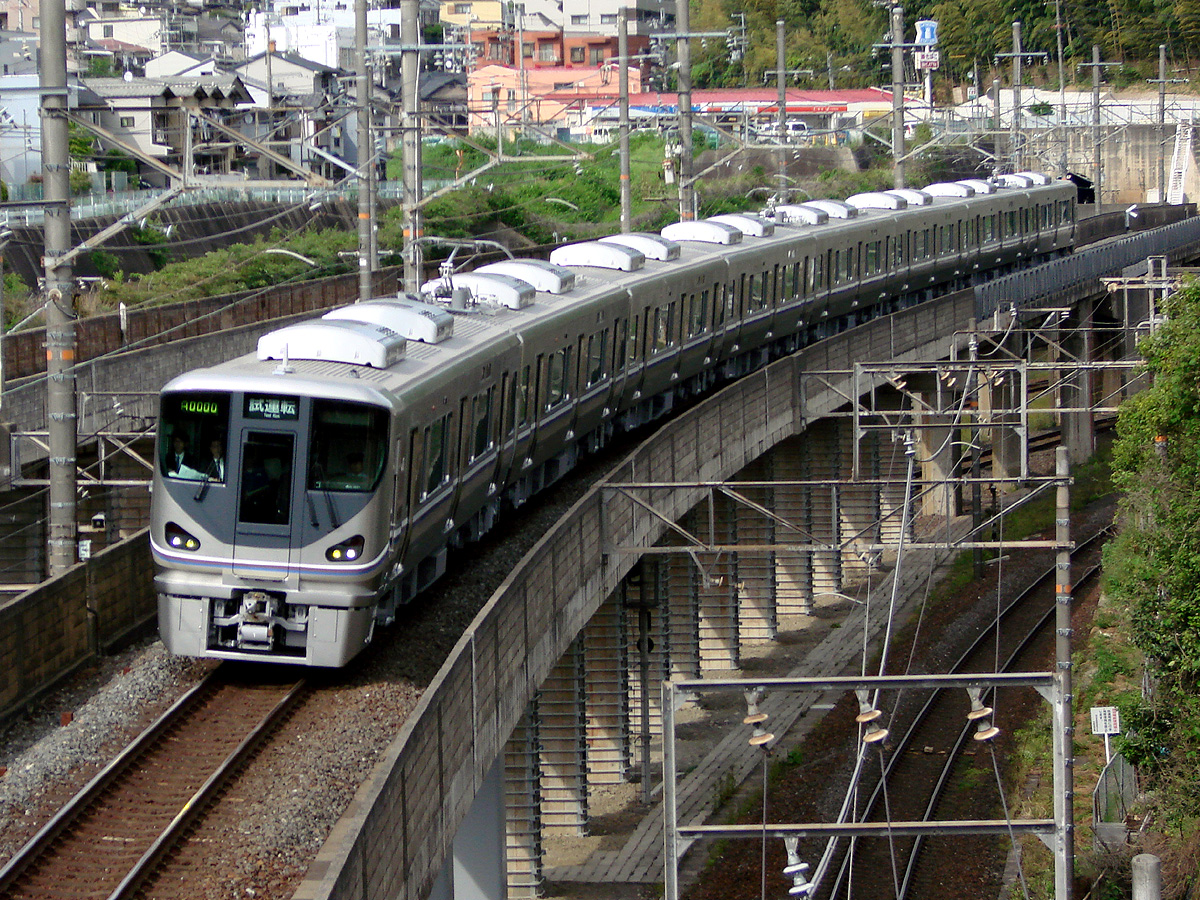
転落防止幌設置前の0番台

東海道・山陽本線、湖西線、北陸本線、赤穂線の新快速・快速への充当を目的として投入されたグループで、最高速度130 km/h運転に対応している。新製配置は全車網干総合車両所で、編成記号は4両編成がU、8両編成が I 。かつて同所に配置されていた6両編成は L であった。
2010年（平成22年）5月から8月にかけて、2011年（平成23年）3月ダイヤ改正による土休日新快速の全列車12両化を名目として、近畿車輛から8両編成×5本（I1 - I5編成）が出場した。このうちI2編成は新製当初、集電装置の関節の向きが他の編成と逆になっていた。同年6月には、東海道本線や山陰本線（嵯峨野線）京都駅 - 嵯峨嵐山駅間で試運転を行った。なお、東海道本線での試運転では、編成中一部車両の連結位置が変更されていた。8月には223系との併結試運転を行っている。
2011年（平成23年）4月から9月にかけて、福知山線（JR宝塚線）における113系・221系の運用置き換えおよび網干所輸送障害対策による予備車確保名目で6両編成×5本（L1 - L5編成）が近畿車輛、4両編成×6本（Y1 - Y6編成）が川崎重工業から出場した。このうち、6両編成×5本と4両編成×3本（Y2・Y4・Y6編成）は2012年（平成24年）3月のダイヤ改正にあわせて福知山線運用に就くため、最高速度を120 km/hに設定して6000番台に改番され、網干総合車両所宮原支所に転属した。
2012年（平成24年）8月から9月にかけて、8両編成×2本（I6・I7編成）が川崎重工業で落成し、225系登場時に発表されていた110両が落成した。
2016年（平成28年）4月より、同年2月より製造された100番台に合わせて4両編成の編成記号がYからUに変更、番号も6000番台に改造された分の欠番が埋められている（Y1→U1、Y3→U2、Y5→ U3）。
| ← 敦賀・大垣・柘植上郡・播州赤穂 → | ← 敦賀・大垣・柘植上郡・播州赤穂 → | ← 敦賀・大垣・柘植上郡・播州赤穂 → | ← 敦賀・大垣・柘植上郡・播州赤穂 → | ← 敦賀・大垣・柘植上郡・播州赤穂 → | ← 敦賀・大垣・柘植上郡・播州赤穂 → | ← 敦賀・大垣・柘植上郡・播州赤穂 → | ← 敦賀・大垣・柘植上郡・播州赤穂 → | ← 敦賀・大垣・柘植上郡・播州赤穂 → |
| ---------------------------------- | ---------------------------------- | ---------------------------------- | ---------------------------------- | ---------------------------------- | ---------------------------------- | ---------------------------------- | ---------------------------------- | ---------------------------------- |
| 8両編成                            | ＞ クモハ225 -#0 （Mc）            | モハ224 -#0 （M'）                 | モハ224 -#0 （M'）                 | ＞ モハ225 -#500 （M5）            | モハ224 -#0 （M'）                 | モハ224 -#0 （M'）                 | ＞ モハ225 -#300 （M3）            | クモハ224 -#0 （M'c）              |
| 定員                               | 133                                | 144                                | 144                                | 144                                | 144                                | 144                                | 144                                | 126                                |
| 6両編成                            | ＞ クモハ225 -#0 （Mc）            | モハ224 -#0 （M'）                 | モハ224 -#0 （M'）                 | ＞ モハ225 -#0 （M）               | モハ224 -#0 （M'）                 | クモハ224 -#0 （M'c）              |                                    |                                    |
| 定員                               | 133                                | 144                                | 144                                | 144                                | 144                                | 126                                |                                    |                                    |
| 4両編成                            | ＞ クモハ225 -#0 （Mc）            | モハ224 -#0 （M'）                 | ＞ モハ225 -#0 （M）               | クモハ224 -#0 （M'c）              |                                    |                                    |                                    |                                    |
| 定員                               | 133                                | 144                                | 144                                | 126                                |                                    |                                    |                                    |                                    |

### 100番台・700番台
2016年（平成28年）から製造されている0番台のマイナーチェンジ車。編成記号は0番台に準ずる。先頭形状は前面ガラス寸法を除き227系や521系3次車に準じたデザインとなり、落成時から先頭車間転落防止幌が取り付けられた。また、落成時からデジタル列車無線を装備している。川崎重工製車両の編成ステッカーは文字が太いものへ変更されている。
運転台は0番台とほぼ同一仕様で、また、機器二重化の一環として4両編成のモハ225形100番台と8両編成のモハ225形400番台にはパンタグラフが増設（ダブルパンタ化）されている。
室内では客室照明が直管型LEDに変更されて蛍光灯カバーが廃止されたほか、車端部の貫通扉にアシストレバーを新設し、容易に扉を開けられるようにしている。
700番台は、有料座席「Aシート」仕様の片開き2扉車で、2023年（令和5年）3月18日ダイヤ改正での「Aシート」の6往復への増発にあわせて、クモハ224形2両が製造された。側窓にはフリーストップカーテンが採用されたほか、トイレ向かいの車椅子スペース（フリースペース）には一人掛けの介護者用座席が新設された。なお、4両編成中の残り3両は100番台の一般車となっている。

#### 2次車（100番台）
2017年（平成29年）3月4日のダイヤ改正における平日の新快速の12両編成増強および吹田総合車両所奈良支所の103系の置き換え用として導入されたグループ。2016年（平成28年）2月23日に4両編成×2本（U4・U5編成）、3月3日に8両編成×1本（I8編成）が近畿車輌から、3月10日に8両編成×1本（I9編成）が川崎重工業から出場し、試運転を行った。2016年7月7日より順次営業運転を開始している。

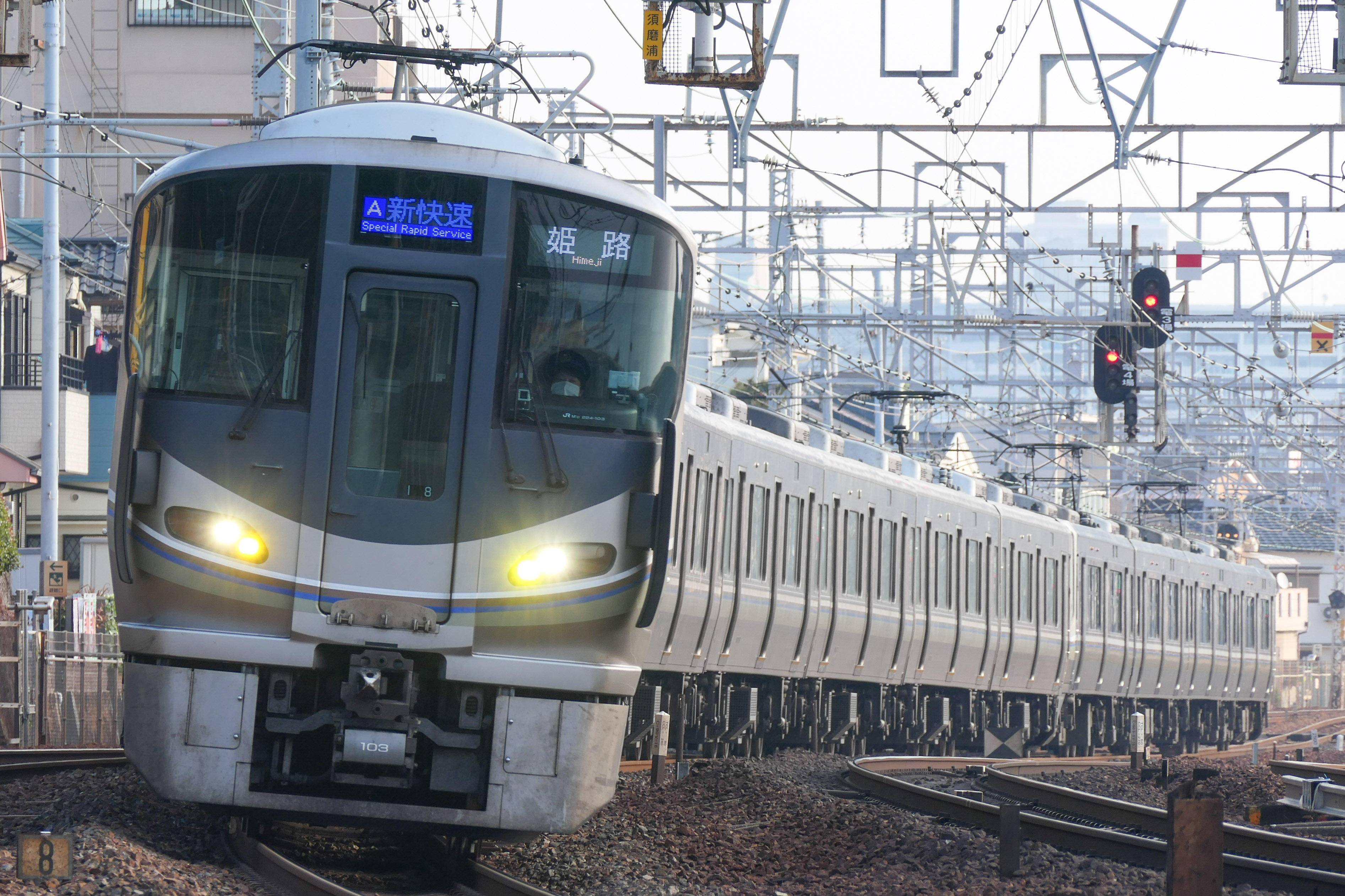
2次車のI8編成
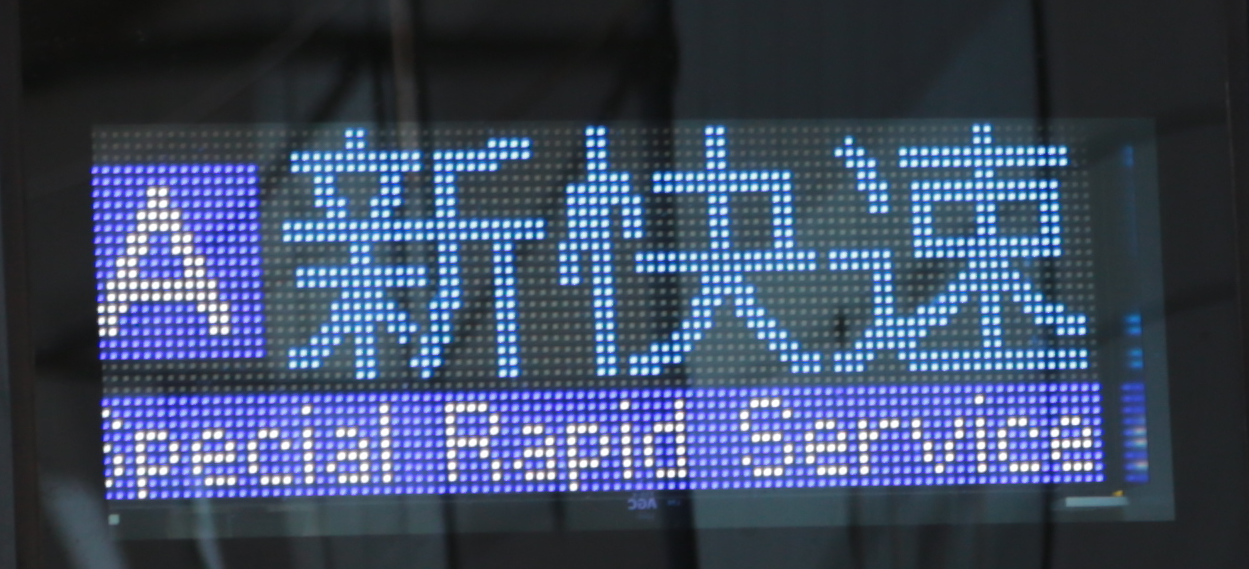
フルカラーLEDになった種別幕
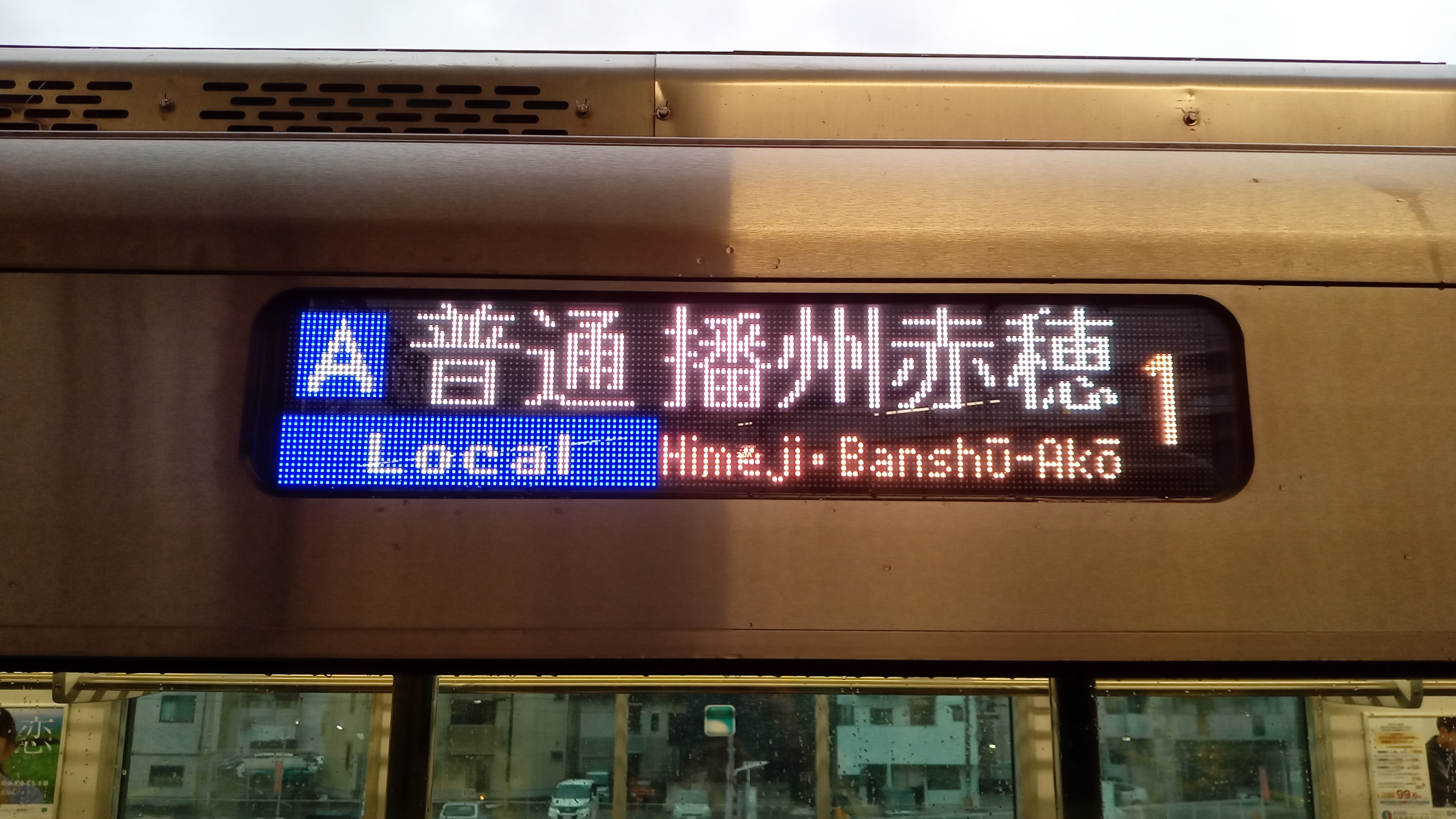
フルカラーLEDになった側面幕

#### 3次車（100番台）
吹田総合車両所奈良支所の201系置き換えのために投入されたグループで、第1陣として2020年（令和2年）6月9日に8両編成×1本（I10編成）が近畿車輌から出場し、試運転を行った。I10編成は約4年4か月振りの増備となり、この間に製造された323系や271系などで採用された仕様をフィードバックしている。
2次車からの変更点は以下の通り。
車体外観
- 前照灯をHIDからLEDに変更[51][52]し、フォグランプが黄色から橙色に変更[51][52]。
- 近畿車輛製で存在した貫通扉上段差の廃止[51][52]。
- 乗務員室扉の雨樋を323系と同じ形状に変更[52]。

主要機器
- 車両制御装置のメーカーを東芝と日立製作所に変更。
- 空気タンクが1口式から2口式へ変更。
- 電動空気圧縮機がクノールブレムゼ鉄道システムジャパン製のスクリュー式から三菱電機製スクロール式へ変更[52]。

室内
- 中間車へのフリースペース新設[53]。
- 座席肘掛けの形状変更。
- 扉開時に動作する盲導鈴の新設。

2020年（令和2年）度は8両編成×5本（I10 - I14編成）・4両編成×5本（U6 - U10編成）の60両を製造し、221系A編成・C編成全車と223系V編成×2本を置き換えた。
続いて、221系B編成置き換えを目的とした6両編成（2代目L編成）が登場、2021年（令和3年）7月から9月にかけてL1 - L6編成が近畿車輛から順次落成し、9月下旬より順次営業運転に入った。また、同年10月から11月にかけてL7・L8編成も落成している。
翌2022年（令和4年）10月から11月にかけて、川崎重工業の川崎車両への分社後では初となる同社製のL9・L10編成が落成した。2024年（令和6年）1月 - 3月に落成したL11 - L14編成も同様に川崎車両製で、L14編成を最後に当初予定の144両が出揃った。

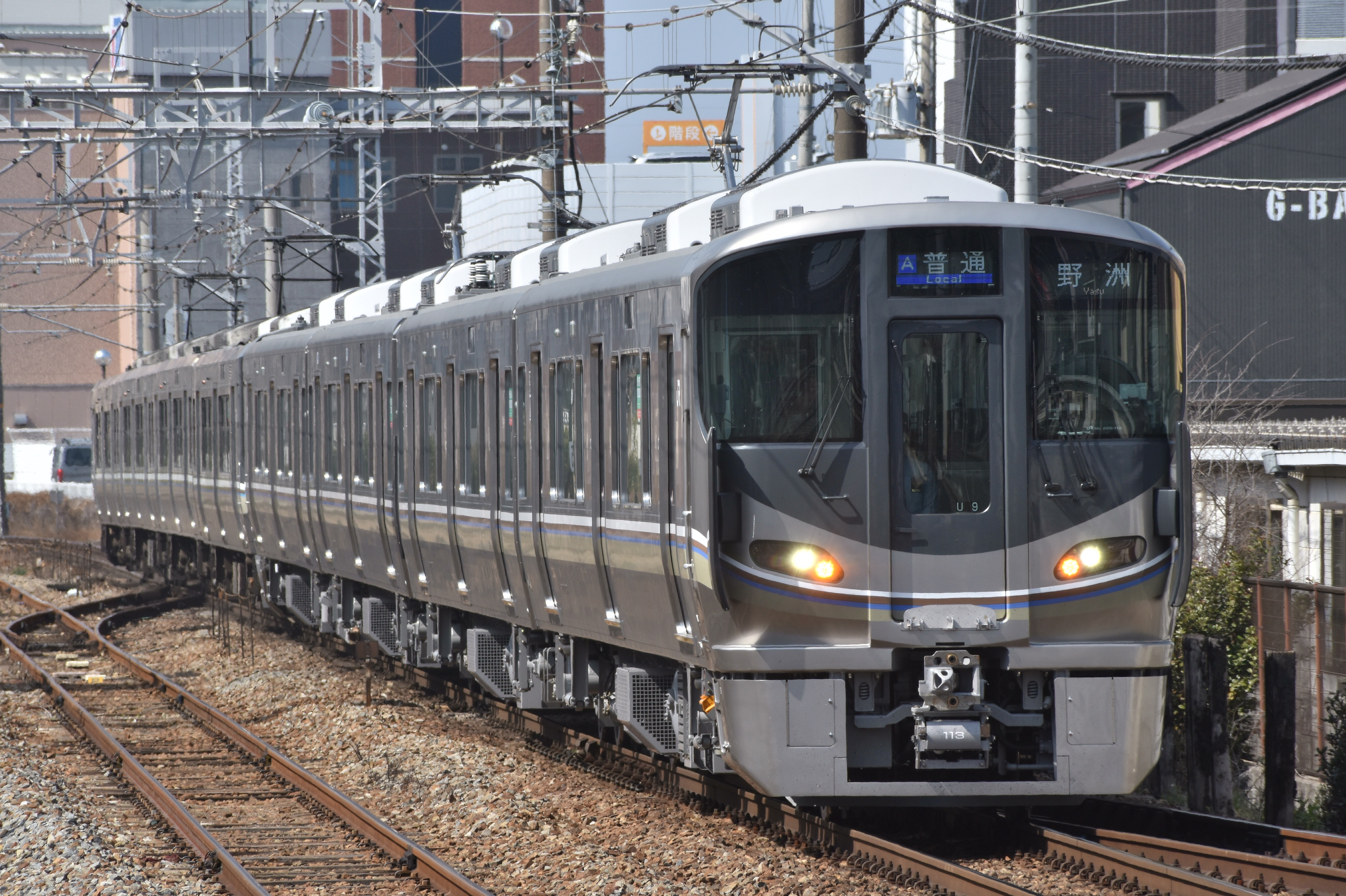
3次車のU9編成
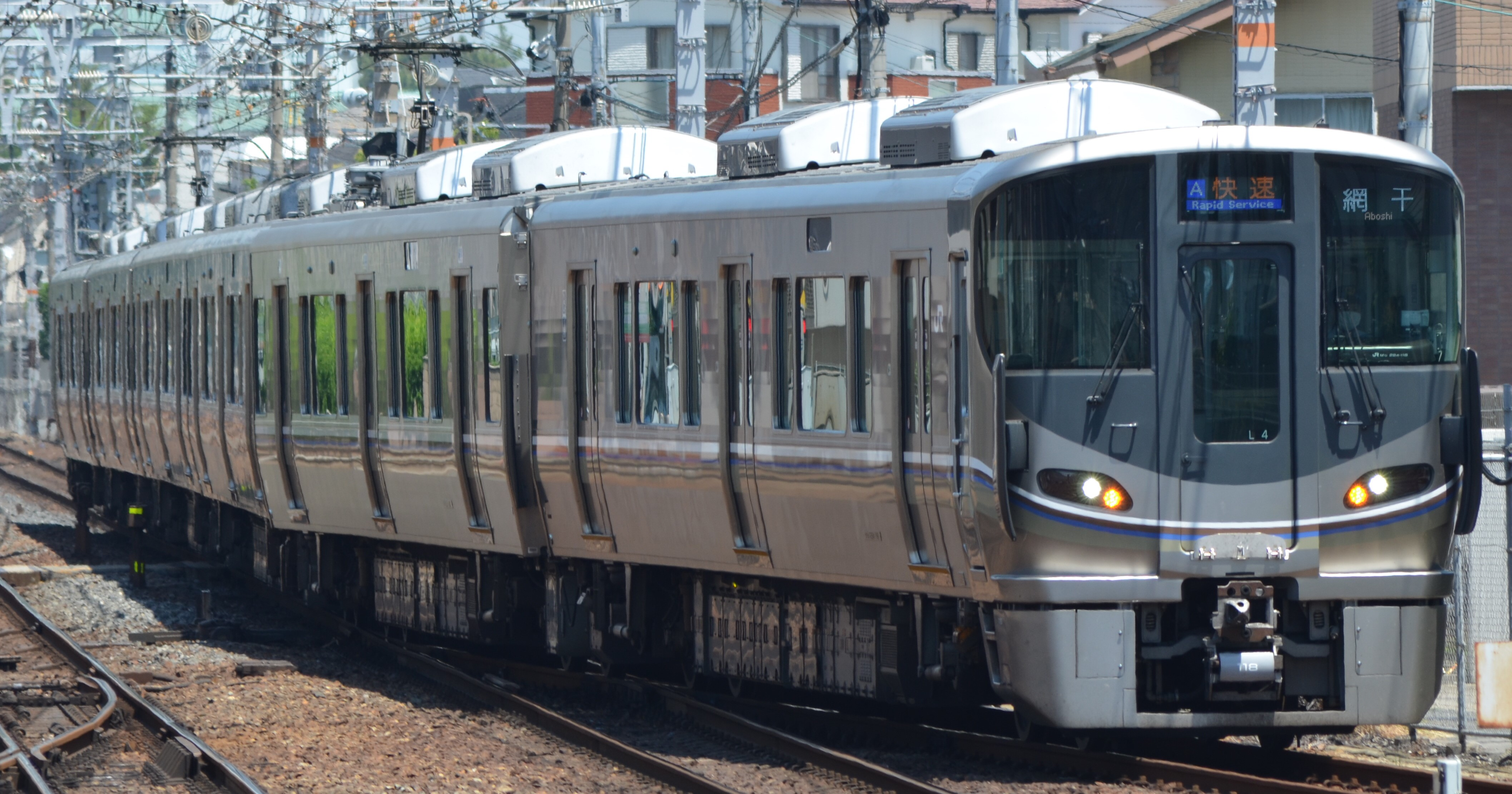
2021年度に製造されたL4編成（2代目）

#### 4次車（100番台・Aシート車700番台）
2023年（令和5年）3月18日のダイヤ改正での、新快速の有料座席サービス「Aシート」連結列車の増発に伴い増備されたグループ。「Aシート」車両のクモハ224形は片開き2ドア車で、700番台に区分されている。700番台を含む4両編成はK1・K2編成とされ、共に2023年（令和5年）1月に近畿車輛から落成した。車両制御装置は東洋電機製造製で、3次車に改造で設置された『モニタ状態監視システム』を標準装備する。なお、車両番号は2024年落成の3次車L11 - L14編成の分を空けて付番されている。

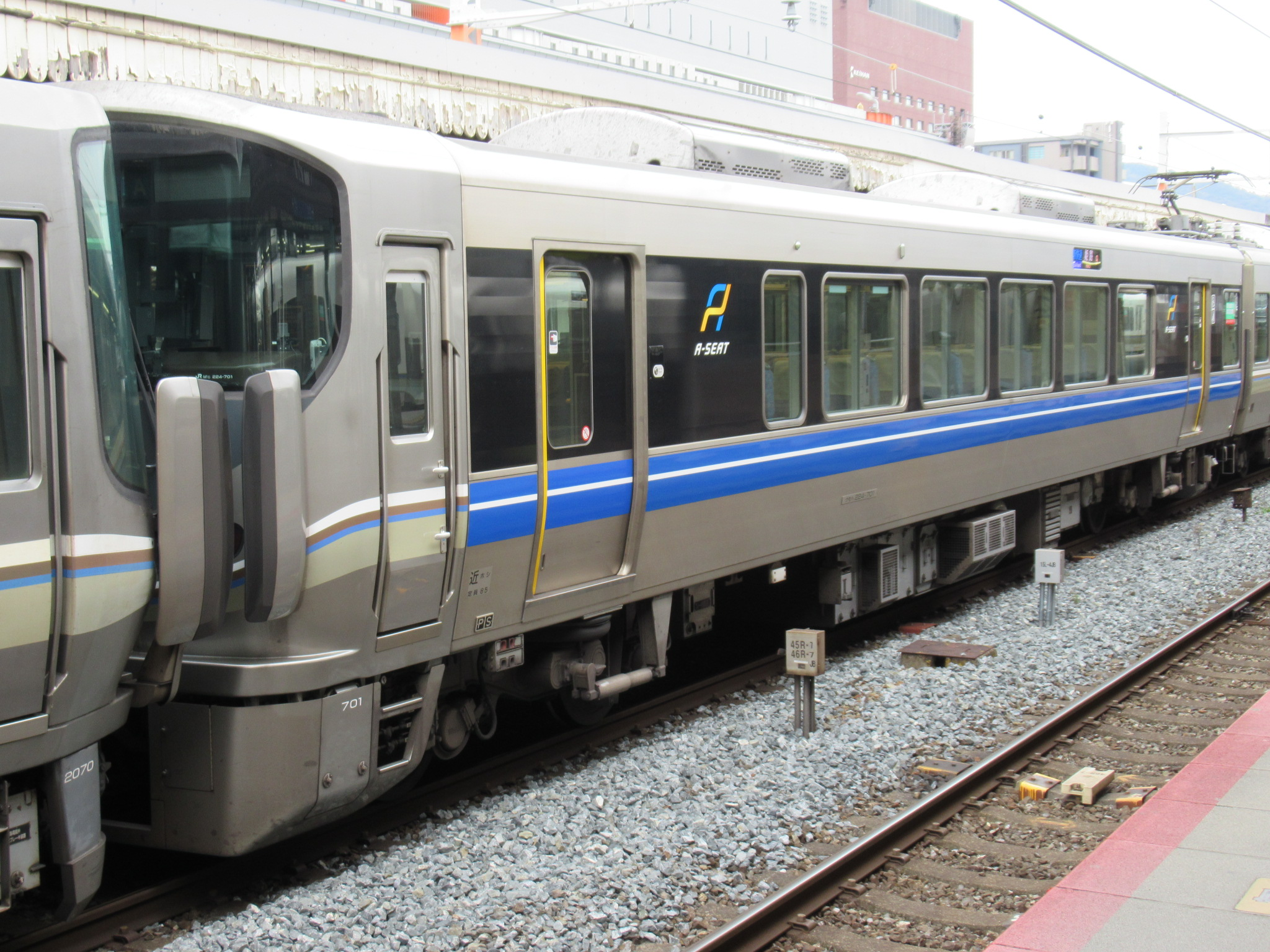
クモハ224-701
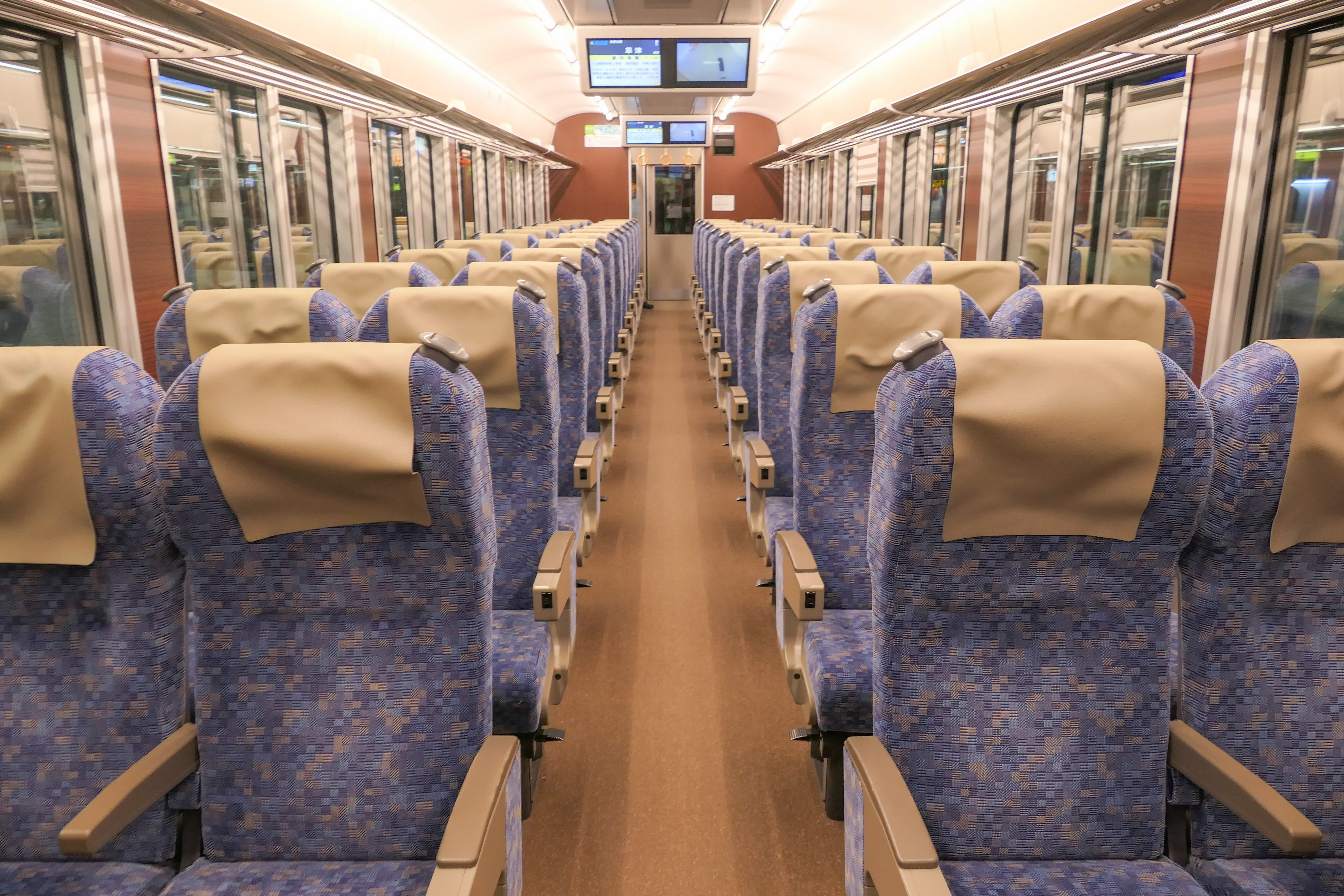
クモハ224-701車内
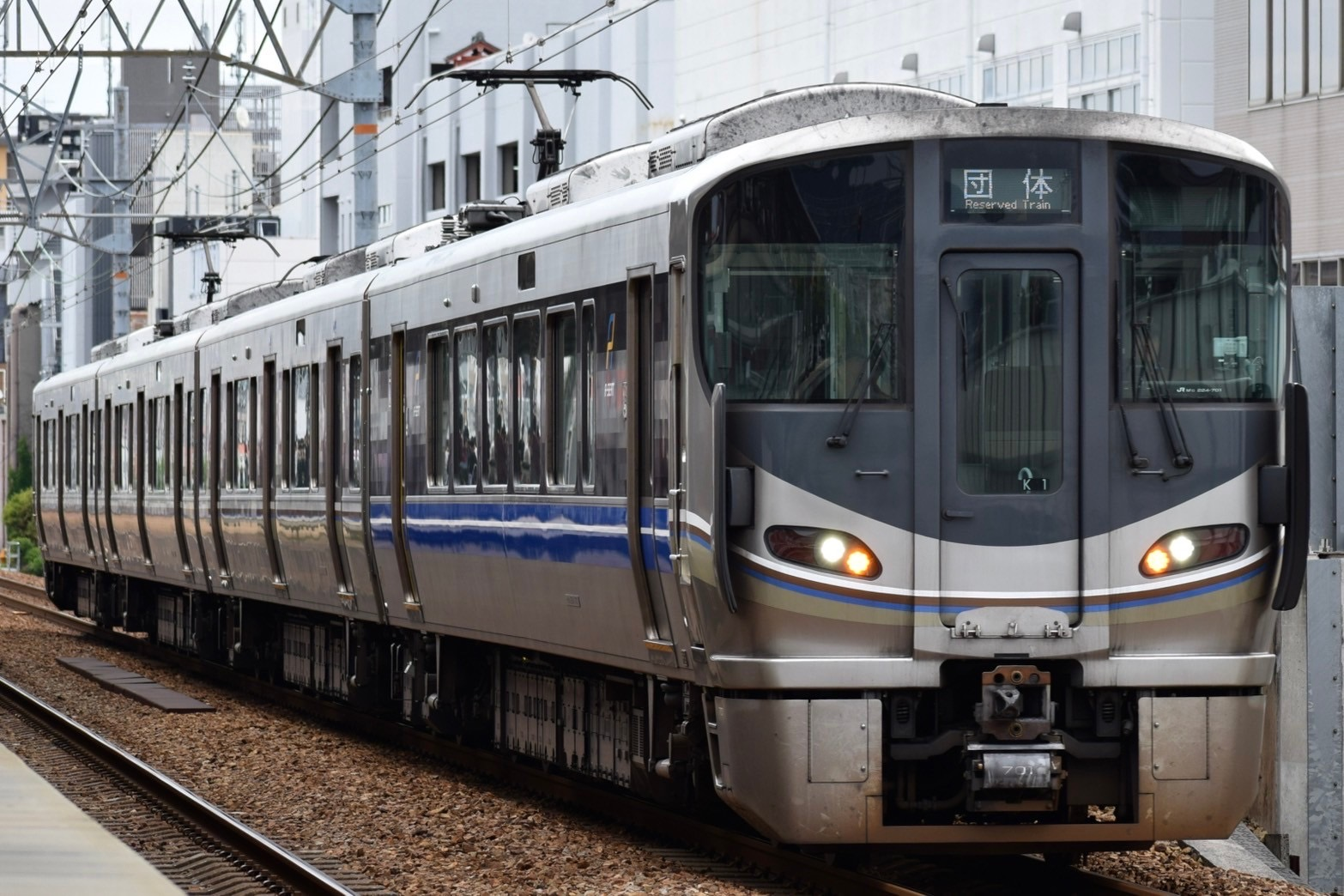
225系700番台による団体列車

| ← 敦賀・柘植上郡・播州赤穂 → | ← 敦賀・柘植上郡・播州赤穂 → | ← 敦賀・柘植上郡・播州赤穂 → | ← 敦賀・柘植上郡・播州赤穂 → | ← 敦賀・柘植上郡・播州赤穂 → | ← 敦賀・柘植上郡・播州赤穂 → | ← 敦賀・柘植上郡・播州赤穂 → | ← 敦賀・柘植上郡・播州赤穂 → | ← 敦賀・柘植上郡・播州赤穂 → |
| ---------------------------- | ---------------------------- | ---------------------------- | ---------------------------- | ---------------------------- | ---------------------------- | ---------------------------- | ---------------------------- | ---------------------------- |
| 8両編成                      | ＞ クモハ225 -#100 （Mc）    | モハ224 -#100 （M'）         | モハ224 -#100 （M'）         | ＞ モハ225 -#600 （M5）      | モハ224 -#100 （M'）         | モハ224 -#100 （M'）         | ＜ ＞ モハ225 -#400 （M3）   | クモハ224 -#100 （M'c）      |
| 定員                         | 133                          | 144 146                      | 144 146                      | 144 146                      | 144 146                      | 144 146                      | 144 146                      | 126                          |
| 6両編成                      | ＞ クモハ225 -#100 （Mc）    | モハ224 -#100 （M'）         | モハ224 -#100 （M'）         | ＜ ＞ モハ225 -#100 （M）    | モハ224 -#100 （M'）         | クモハ224 -#100 （M'c）      |                              |                              |
| 定員                         | 133                          | 146                          | 146                          | 146                          | 146                          | 126                          |                              |                              |
| 4両編成                      | ＞ クモハ225 -#100 （Mc）    | モハ224 -#100 （M'）         | ＜ ＞ モハ225 -#100 （M）    | クモハ224 -#100 （M'c）      |                              |                              |                              |                              |
| 定員                         | 133                          | 144 146                      | 144 146                      | 126                          |                              |                              |                              |                              |
| 4両編成 Aシート 組込         | ＞ クモハ225 -#100 （Mc）    | モハ224 -#100 （M'）         | ＜ ＞ モハ225 -#100 （M）    | クモハ224 -#700 （M'c）      |                              |                              |                              |                              |
| 定員                         | 133                          | 146                          | 146                          | 85                           |                              |                              |                              |                              |

### 5000番台

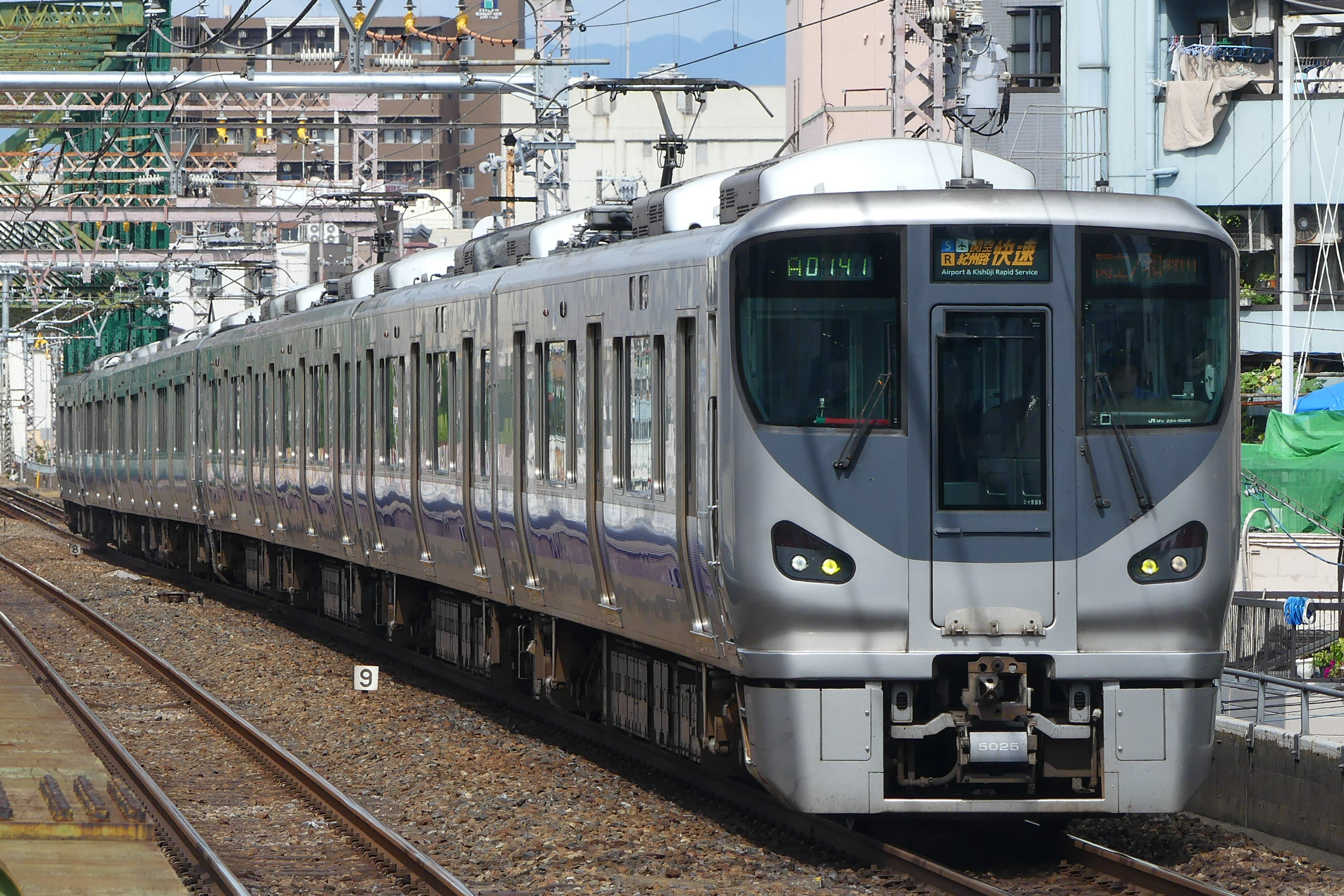
転落防止幌設置前の5000番台

阪和線の一部の快速に使用されていた103系・113系や奈良電車区所属の221系の運用を解消する目的で投入されたグループ。223系0・2500番台と共通で紀勢本線（きのくに線）のローカル運用にも充当するため、2年間で合計116両が日根野電車区に新製配置された。223系0・2500番台との併結を考慮し、最高速度は120 km/hとなっている。
編成記号は当初 Eであったが、2011年（平成23年）3月ダイヤ改正以後はF、2012年（平成24年）10月1日時点ではHFとなっている。なお、本番台のみ全編成の編成番号下2桁と各車両番号下2桁が一致している。
2010年（平成22年）9月から2011年（平成23年）1月にかけて、2011年（平成23年）3月12日のダイヤ改正による関空・紀州路快速増発（毎時3本から毎時4本）および221系置き換えを名目として近畿車輛と川崎重工業から4両編成21本（HF401 - HF421編成）が出場した。このうちHF403・HF404・HF416編成は新製当初、集電装置の関節の向きが他の編成と逆になっていた。
2010年（平成22年）10月15日には、湖西線内で223系0番台との併結試験も行われた。同年11月8日 - 11月12日には紀勢本線紀伊田辺駅まで入線している。
2011年（平成23年）7月から12月にかけて、2012年（平成24年）3月ダイヤ改正による大半の快速列車の223系・225系への統一を名目として近畿車輛と川崎重工業から4両編成×8本（HF422 - HF429編成）が出場した。
| ← 天王寺（阪和線）・環状線外回り先頭関西空港・紀伊田辺 → | ← 天王寺（阪和線）・環状線外回り先頭関西空港・紀伊田辺 → | ← 天王寺（阪和線）・環状線外回り先頭関西空港・紀伊田辺 → | ← 天王寺（阪和線）・環状線外回り先頭関西空港・紀伊田辺 → | ← 天王寺（阪和線）・環状線外回り先頭関西空港・紀伊田辺 → |
| -------------------------------------------------------- | -------------------------------------------------------- | -------------------------------------------------------- | -------------------------------------------------------- | -------------------------------------------------------- |
| 形式                                                     | ＞ クモハ225 -#5000 （Mc）                               | モハ224 -#5000 （M'）                                    | ＞ モハ225 -#5000 （M）                                  | クモハ224 -#5000 （M'c）                                 |

### 5100番台

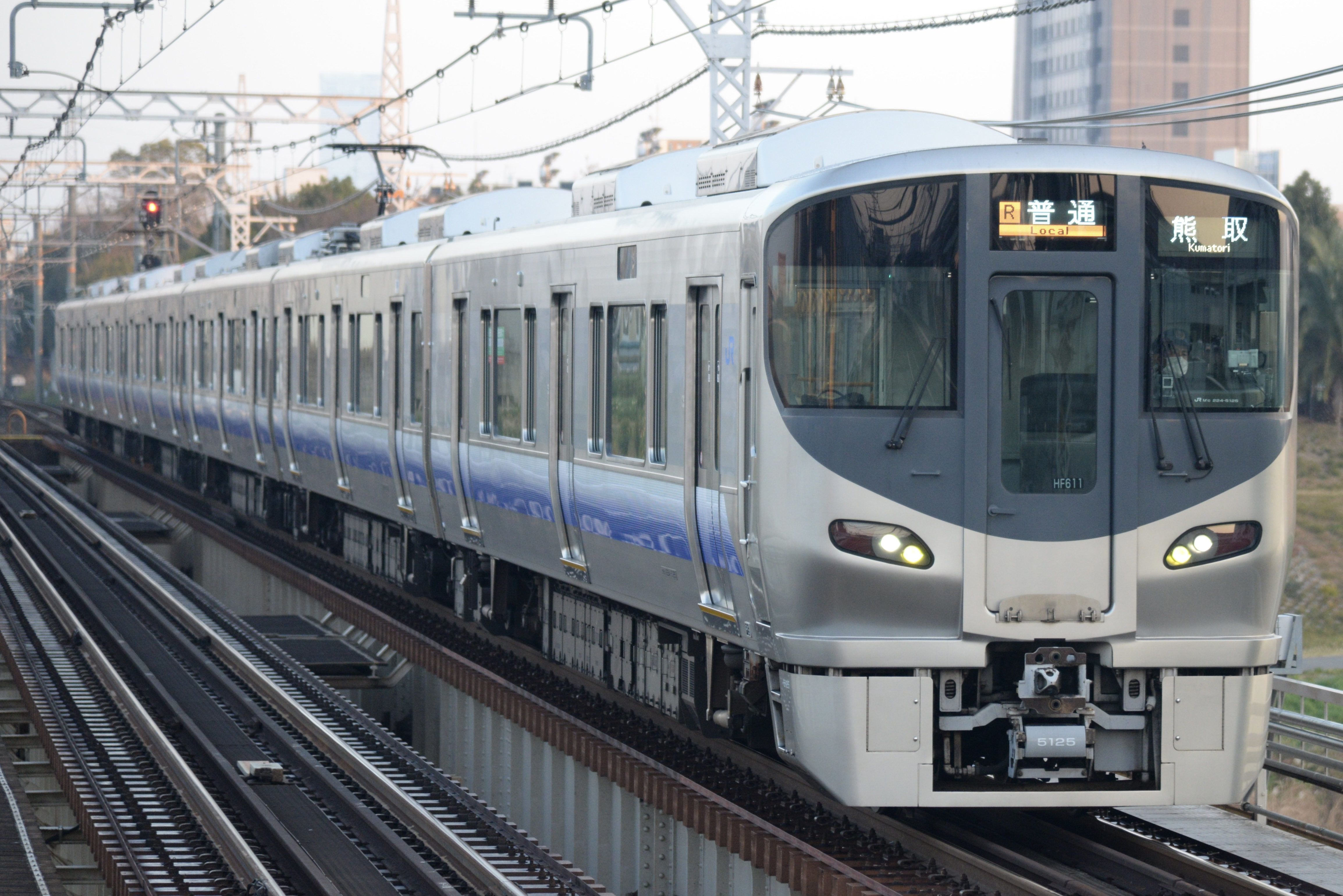
転落防止幌設置対象外の6両編成

2016年（平成28年）から2017年（平成29年）にかけて製造された5000番台のマイナーチェンジ車で、2015年（平成27年）4月30日に公表された「JR西日本グループ中期経営計画2017（アップデート）」の施策として掲げられた車両である。阪和線の103系・205系の置き換え用として4両編成×14本・6両編成×11本の計122両が製造された。編成記号はHFで、編成番号は4両編成が5000番台の続番、6両編成はHF601から付番されている。
2016年（平成28年）3月14日に近畿車輛で報道陣に公開され、同年3月17日付で4両編成×2本が配置された。2016年7月1日から営業運転を開始している。2018年（平成30年）3月17日のダイヤ改正からは、羽衣線の4両化工事に伴い103系3両編成の代替として同線での運行を開始した。
100番台と同じく、前頭部を521系3次車などと同様のデザインに変更している。集電装置も100番台同様に予備パンタグラフを編成中1基搭載するほか、集電シューが0・100番台と同様に先端2本タイプへ変更された。また、4両編成は2編成を連結した運用が存在することから、落成当初から先頭車間転落防止幌が取り付けられている。
基本的な車内設備は5000番台1次車に準拠するが、1次車からの変更点として、車内照明のLED化や貫通扉へのアシストレバー新設のほか、南海トラフ地震の被害が想定されるきのくに線などの海岸沿いの区間でも運用されることから避難用はしご・非常灯など津波被害に備えた避難用品の新設、関西空港の外国人観光客の利用を想定したJR西日本の通勤・近郊型車両としては初めて公衆無線LAN機器の設置が行われている。

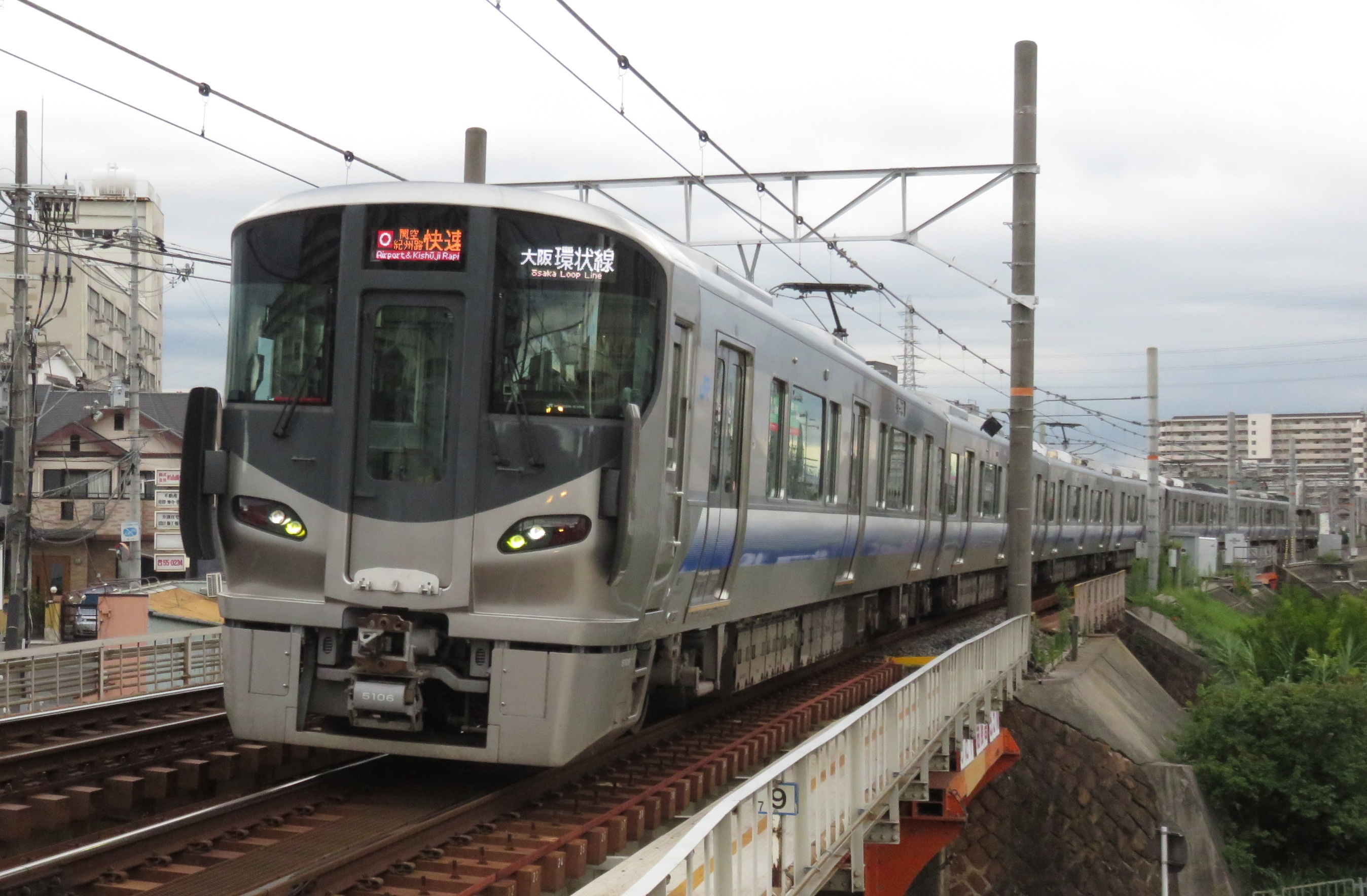
関空・紀州路快速で使用される4両編成 （2016年9月 浅香駅）
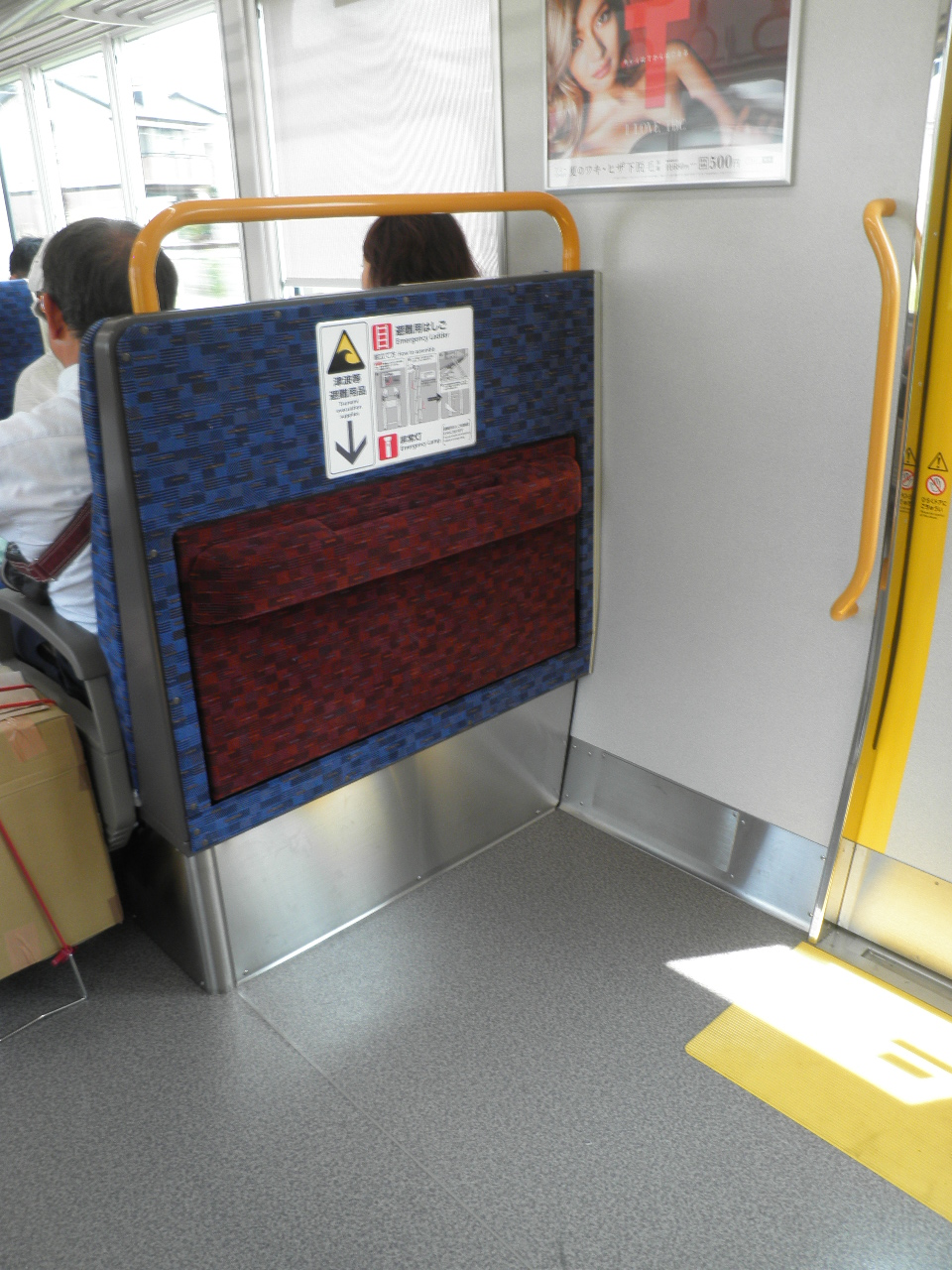
津波避難用はしご収納場所
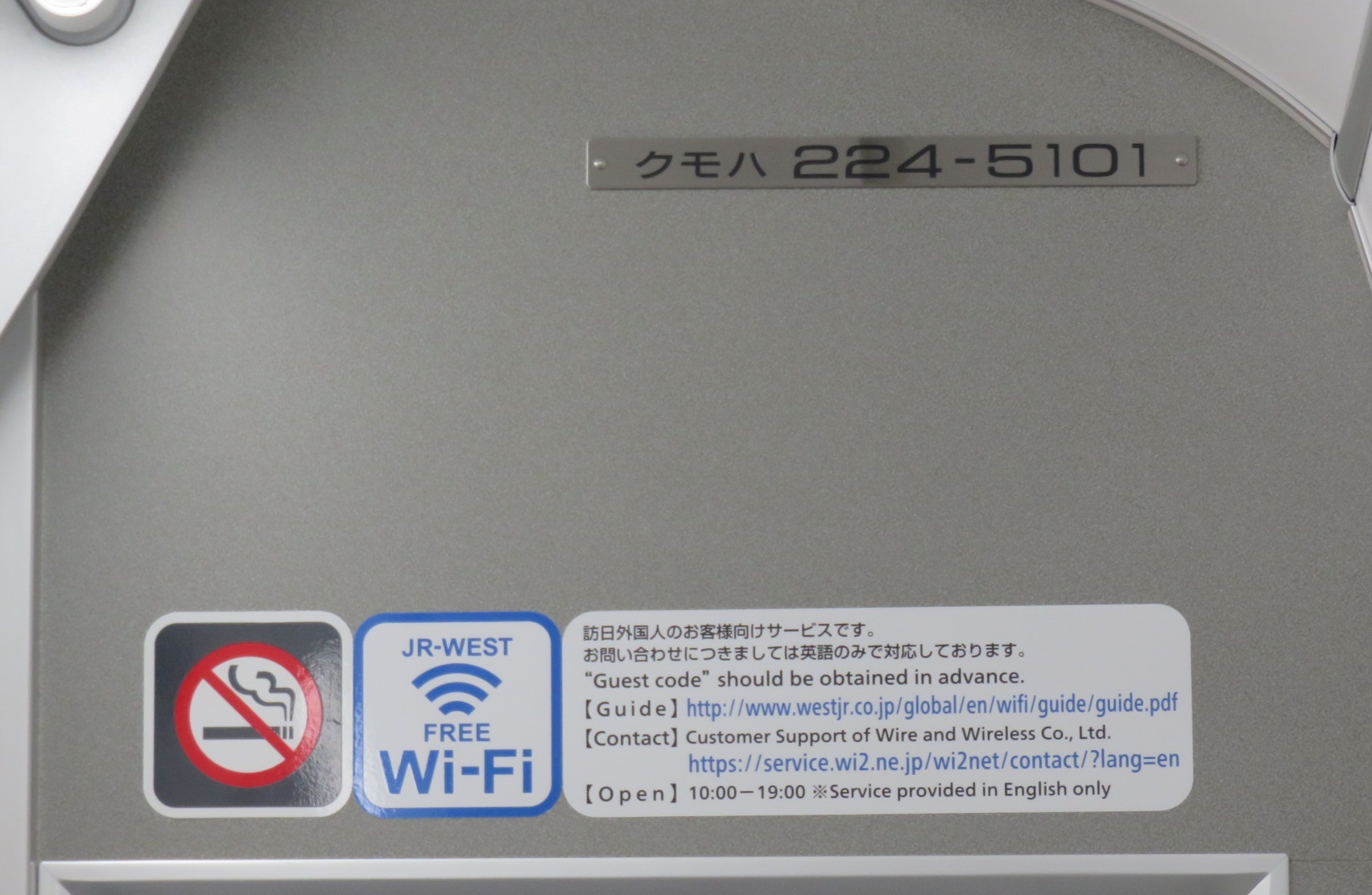
公衆無線LANの案内
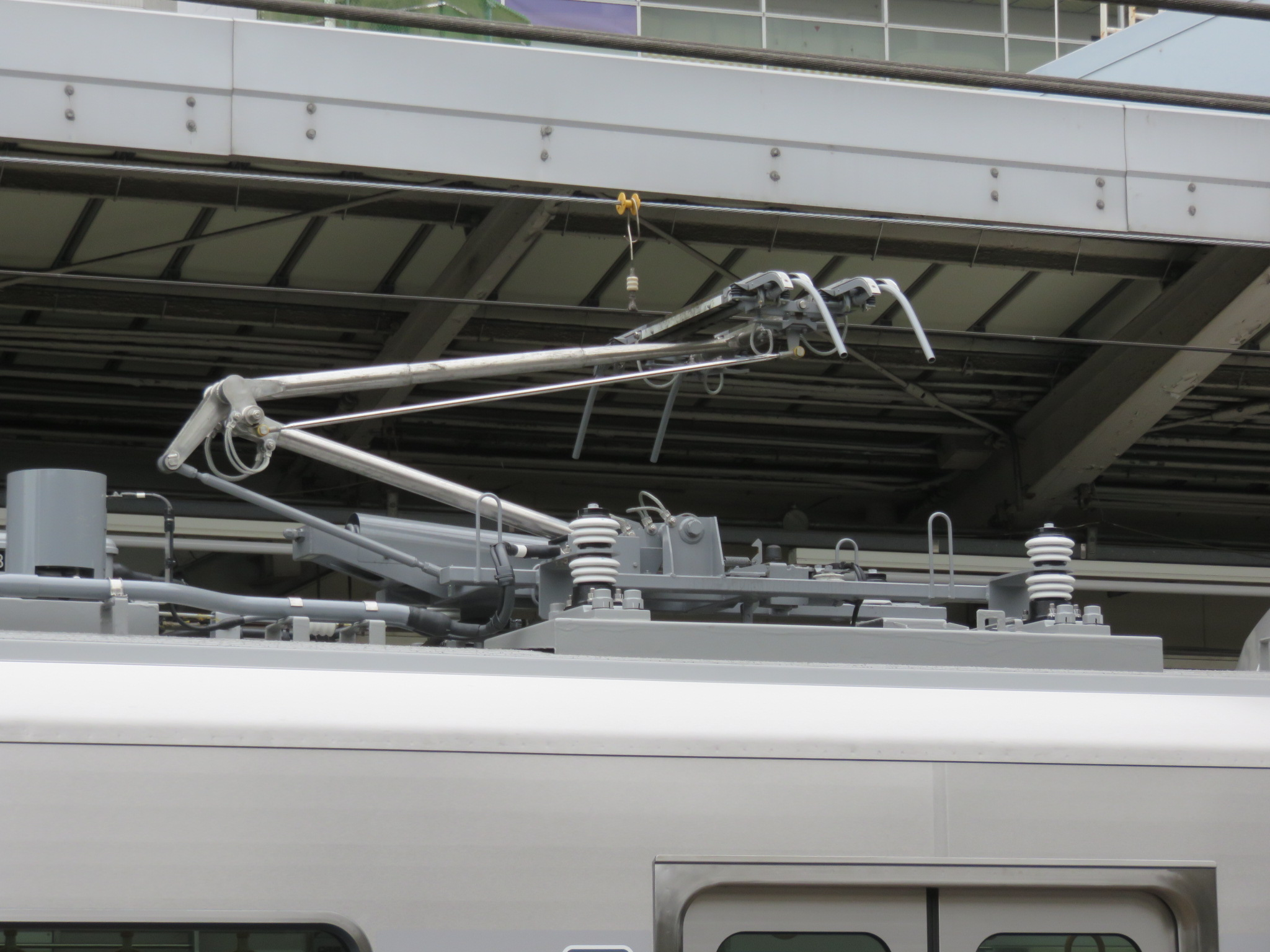
5100番台のパンタグラフ

| ← 天王寺（阪和線）・環状線外回り先頭関西空港・紀伊田辺・東羽衣 → | ← 天王寺（阪和線）・環状線外回り先頭関西空港・紀伊田辺・東羽衣 → | ← 天王寺（阪和線）・環状線外回り先頭関西空港・紀伊田辺・東羽衣 → | ← 天王寺（阪和線）・環状線外回り先頭関西空港・紀伊田辺・東羽衣 → | ← 天王寺（阪和線）・環状線外回り先頭関西空港・紀伊田辺・東羽衣 → | ← 天王寺（阪和線）・環状線外回り先頭関西空港・紀伊田辺・東羽衣 → | ← 天王寺（阪和線）・環状線外回り先頭関西空港・紀伊田辺・東羽衣 → |
| ---------------------------------------------------------------- | ---------------------------------------------------------------- | ---------------------------------------------------------------- | ---------------------------------------------------------------- | ---------------------------------------------------------------- | ---------------------------------------------------------------- | ---------------------------------------------------------------- |
| 6両編成                                                          | ＞ クモハ225 -#5100 （Mc）                                       | モハ224 -#5100 （M'）                                            | モハ224 -#5100 （M'）                                            | ＜ ＞ モハ225 -#5100 （M）                                       | モハ224 -#5100 （M'）                                            | クモハ224 -#5100 （M'c）                                         |
| 4両編成                                                          | ＞ クモハ225 -#5100 （Mc）                                       | モハ224 -#5100 （M'）                                            | ＜ ＞ モハ225 -#5100 （M）                                       | クモハ224 -#5100 （M'c）                                         |                                                                  |                                                                  |

- ■: 女性専用車両

### 6000番台

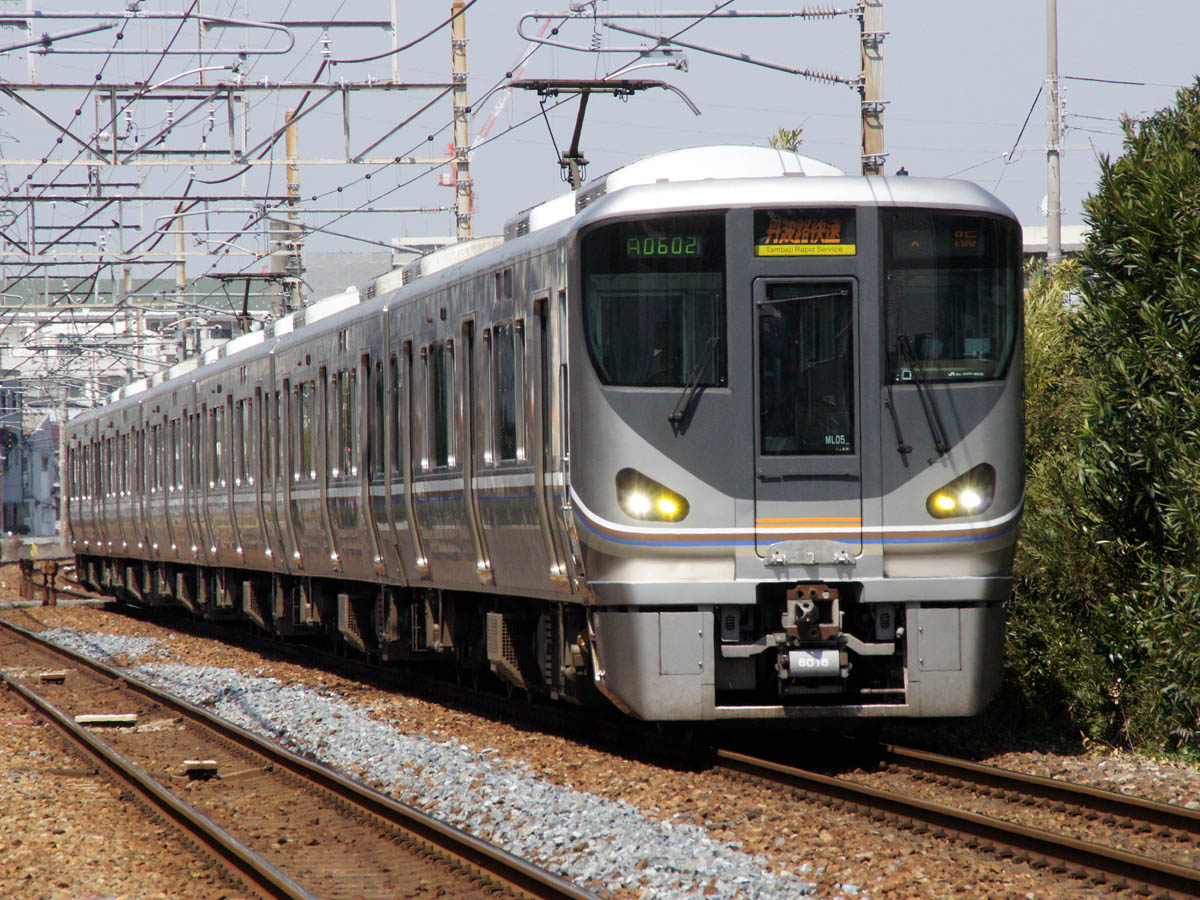
転落防止幌設置前の6000番台
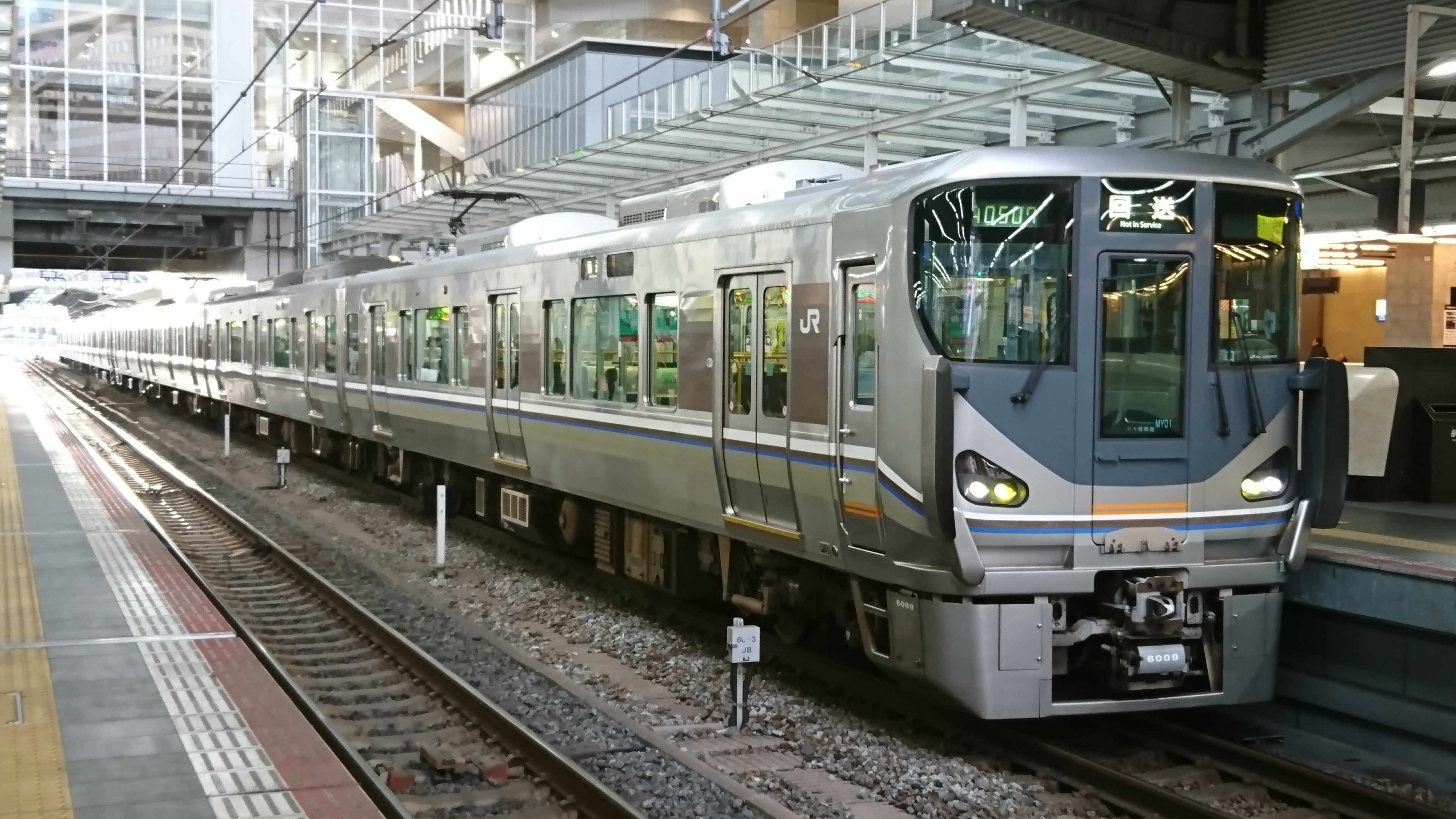
転落防止幌設置後の6000番台

2012年（平成24年）3月17日のダイヤ改正で福知山線（JR宝塚線）で運用していた113系・221系の置き換えを目的として投入された番台区分で、0番台の6両L編成全てと4両編成×3本（Y2・Y4・Y6編成）を網干総合車両所から宮原総合運転所に転属させ、設定変更の上で6000番台に改番されたグループ。なお、同年6月1日付の組織改正により、本グループは網干総合車両所宮原支所に所属する形に変更された。編成記号は、4両編成が MY 、6両編成が ML となっている。
運用線区を考慮し、221系と同等の最高速度120 km/h仕様に設定変更されており、先頭車（クモハ225形・クモハ224形）の前面貫通扉の下部と側面乗務員扉の下部にオレンジ色の細いライン2本がシールで追加されている。これは、223系における2000番台から6000番台への改造および5500番台の仕様変更と同等の内容であるが、本グループは221系との併結運転には対応していない。

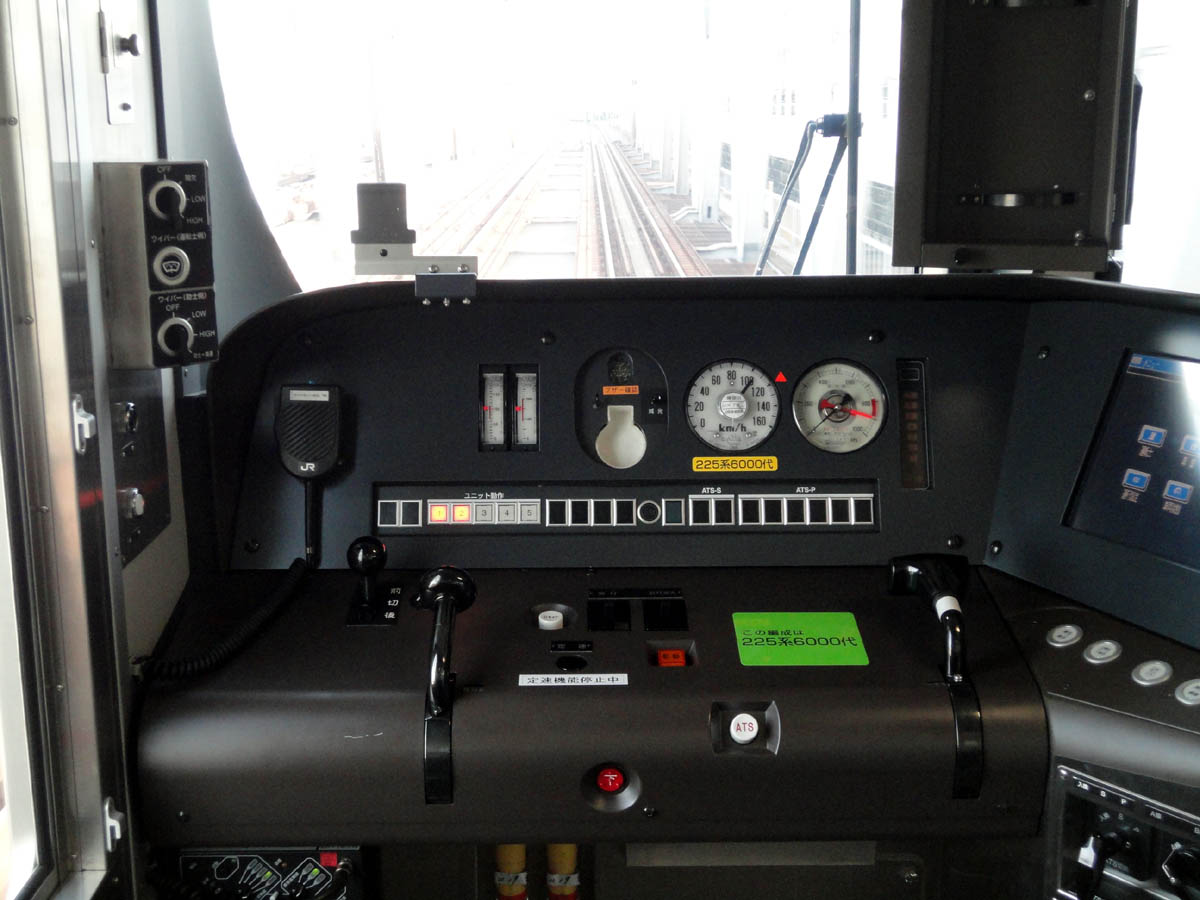
6000番台の運転台

| ← 大阪福知山 → | ← 大阪福知山 →             | ← 大阪福知山 →        | ← 大阪福知山 →          | ← 大阪福知山 →           | ← 大阪福知山 →        | ← 大阪福知山 →           |
| -------------- | -------------------------- | --------------------- | ----------------------- | ------------------------ | --------------------- | ------------------------ |
| 6両編成        | ＞ クモハ225 -#6000 （Mc） | モハ224 -#6000 （M'） | モハ224 -#6000 （M'）   | ＞ モハ225 -#6000 （M）  | モハ224 -#6000 （M'） | クモハ224 -#6000 （M'c） |
| 定員           | 133                        | 144                   | 144                     | 144                      | 144                   | 126                      |
| 4両編成        | ＞ クモハ225 -#6000 （Mc） | モハ224 -#6000 （M'） | ＞ モハ225 -#6000 （M） | クモハ224 -#6000 （M'c） |                       |                          |
| 定員           | 133                        | 144                   | 144                     | 126                      |                       |                          |

## 改造工事

### デジタル列車無線の取付
従来のアナログ無線の老朽化に伴う設備更新を図るため、1次車を対象にデジタル列車無線の取り付けを施工した。新製時から取り付けられている2次車は対象外である。

### 避難用はしごの設置
日根野支所所属車は紀勢本線や関西空港線など南海トラフ地震で津波の被害が予想される海沿いの区間を走行するため、各車両の中央扉付近に避難用はしご及び収納用ケースの設置が行われた。なお、新製当初から設置している225系5100番台・227系1000番台、阪和線のみで運用される103系（2018年（平成30年）3月をもって引退）・205系（2018年（平成30年）3月をもって運用終了、奈良支所に転属）を除く日根野支所所属の車両全てがこの改造を受けている。

### 先頭車間転落防止幌の取り付け
2010年（平成22年）12月に舞子駅で発生した乗客転落死亡事故により、その対策として増解結を頻繁に行う本系列の先頭車前面に対し、2015年（平成27年）より1次車を対象に転落防止幌の取り付けが検査時に順次進められた。
ただし、100番台と5100番台4両編成は新製当初から取り付けられていることや、5100番台6両編成は営業運転時に増解結を行わないことから、対象外となっている。

### Wi-Fiの設置
5000番台には順次車内Wi-Fiの設置が行われたが、 2024年1月に全車使用停止された。なお、新製時からWi-Fiが設置されていた5100番台とは掲出ステッカーのデザインが異なっていた。

## 車両配置と運用線区
2024年（令和6年）4月1日現在の配置車両と、2017年（平成29年）10月14日現在の定期列車の運用は以下の通り。

### JR神戸線・JR京都線・琵琶湖線
JR神戸線・JR京都線・琵琶湖線系統では225系0番台が2010年（平成22年）12月1日より営業運転を開始した。本系列の投入により、2011年（平成23年）3月12日のダイヤ改正から土曜・休日ダイヤの新快速は米原駅・近江今津駅 - 姫路駅間において全列車が12両編成で運転されることとなった。2016年（平成28年）からは100番台の投入が開始され、2017年3月のダイヤ改正により平日ダイヤにおいても、夕方の大阪駅始発を除く全ての新快速が同様に12両編成で運転されることとなった。
2016年（平成28年）3月25日までは、早朝深夜のみ東海旅客鉄道（JR東海）管内である東海道本線米原 - 大垣駅間に乗り入れていたため、これに伴う乗務員訓練で、大垣駅 - 尾張一宮駅間にも入線したことがある。その際、営業運転では通過することのなかった新垂井駅（廃駅）を経由する「新垂井線」も走行している。
神戸 - 大阪間に日本で2番目の鉄道が開業してから150周年となる2024年（令和6年）5月11日には、225系100番台6両編成を使用した開業150周年記念列車が団体臨時列車として大阪 - 神戸間で運転され、神戸駅では記念式典と出発式が行われた。
2024年（令和6年）4月現在、網干総合車両所本所に0番台8両編成×7本（I1 - I7編成）・4両編成×3本（U1 - U3編成）と、100番台8両編成×7本（I8 - I14編成）・4両編成×9本（U4 - U10・K1・K2編成）・6両編成×14本（L1 ｰ L14編成）の合計244両が配置されており、下記線区で主に新快速・快速として、223系1000・2000番台と共通運用されている。
なお、2024年10月よりJR神戸線の一部の快速列車において、有料座席サービス「快速 うれしート」が開始され、本系列も充当されている。
- 北陸本線（琵琶湖線の一部）：全線
- 東海道本線・山陽本線（琵琶湖線・JR京都線・JR神戸線）：米原駅 - 上郡駅間
- 湖西線：全線
- 草津線：全線
- 赤穂線：相生駅 - 播州赤穂駅間

### 阪和線・関西空港線・きのくに線
阪和線系統向け5000番台は日根野電車区に新製配置され、2010年（平成22年）12月1日より営業運転を開始した。当初は本系列による置き換え対象の205系の8両編成運用および奈良電車区（現：吹田総合車両所奈良支所）221系による阪和線快速運用に限定して充当されていた。2011年（平成23年）3月12日のダイヤ改正より223系と共通運用となり、大阪環状線 - 関西空港駅・和歌山駅間を結ぶ関空快速・紀州路快速にも使用されるようになった。
2014年（平成26年）2月17日 - 21日に、大阪環状線用新型車両導入を見据えて実施された大阪環状線の朝ラッシュ時間帯における3ドア車両集中運用試験の際には、桜島線（JRゆめ咲線）直通列車にも充当された。
2016年（平成28年）7月には5100番台が運用を開始し、従来は原則4ドア車両での運用であった阪和線の4両編成の普通列車に、223系および本系列の4両編成が運用されるようになり、同年12月には3ドア車両に統一された。
2018年（平成30年）3月17日のダイヤ改正より、6両編成も含めた阪和線全快速・普通列車が223・225系で統一され、羽衣線でも運行が開始された。羽衣線では、ワンマン運転に対応した5100番台4両編成が限定運用されている。また新大阪駅発着快速が廃止されたため、東海道本線貨物支線（梅田貨物線）新大阪 - 福島間での運行を終了した。梅田貨物線での運行終了時には、早朝の和歌山発新大阪行きのB快速と新大阪発湯浅行きの快速や、深夜の新大阪発御坊行きの快速（共にきのくに線内は普通）に充当されていた。
2024年（令和6年）4月現在、吹田総合車両所日根野支所に5000番台4両編成×29本（HF401 - HF429編成）と、5100番台4両編成×14本（HF430 - HF443編成）・6両編成×11本（HF601 - HF611編成）の合計238両が配置されている。
- 大阪環状線：全線
- 阪和線：全線
- 関西空港線：全線
- 紀勢本線（きのくに線）：和歌山駅 - 周参見駅間

大阪環状線 - 関西空港駅・和歌山駅間を結ぶ関空快速・紀州路快速や直通快速・日中の区間快速などの快速列車のほか、阪和線普通列車（2016年（平成28年）7月1日より）、関西空港線のシャトル、大阪環状線の周回列車などに充当されている。紀勢本線（きのくに線）の定期列車では和歌山駅 - 紀伊田辺駅間を中心に充当されている。4両編成は223系0・2500番台と共通運用であるが、6両編成は阪和線内の普通列車やラッシュ時の区間快速・快速を中心に運用されており、関西空港線やきのくに線には入線しない。

### 福知山線（JR宝塚線）
福知山線（JR宝塚線）では2012年（平成24年）より225系6000番台がJR神戸線・京都線用0番台の改造により投入され、従来使用されていた113系と221系の運用を置き換えた。
2024年（令和6年）4月現在、網干総合車両所宮原支所に6000番台の6両編成×5本（ML01 - ML05編成）と4両編成×3本（MY01 - MY03編成）の合計42両が配置されている。
- 東海道本線：大阪 - 尼崎間
- 福知山線（JR宝塚線）：全線

## その他

### 車体ラッピング

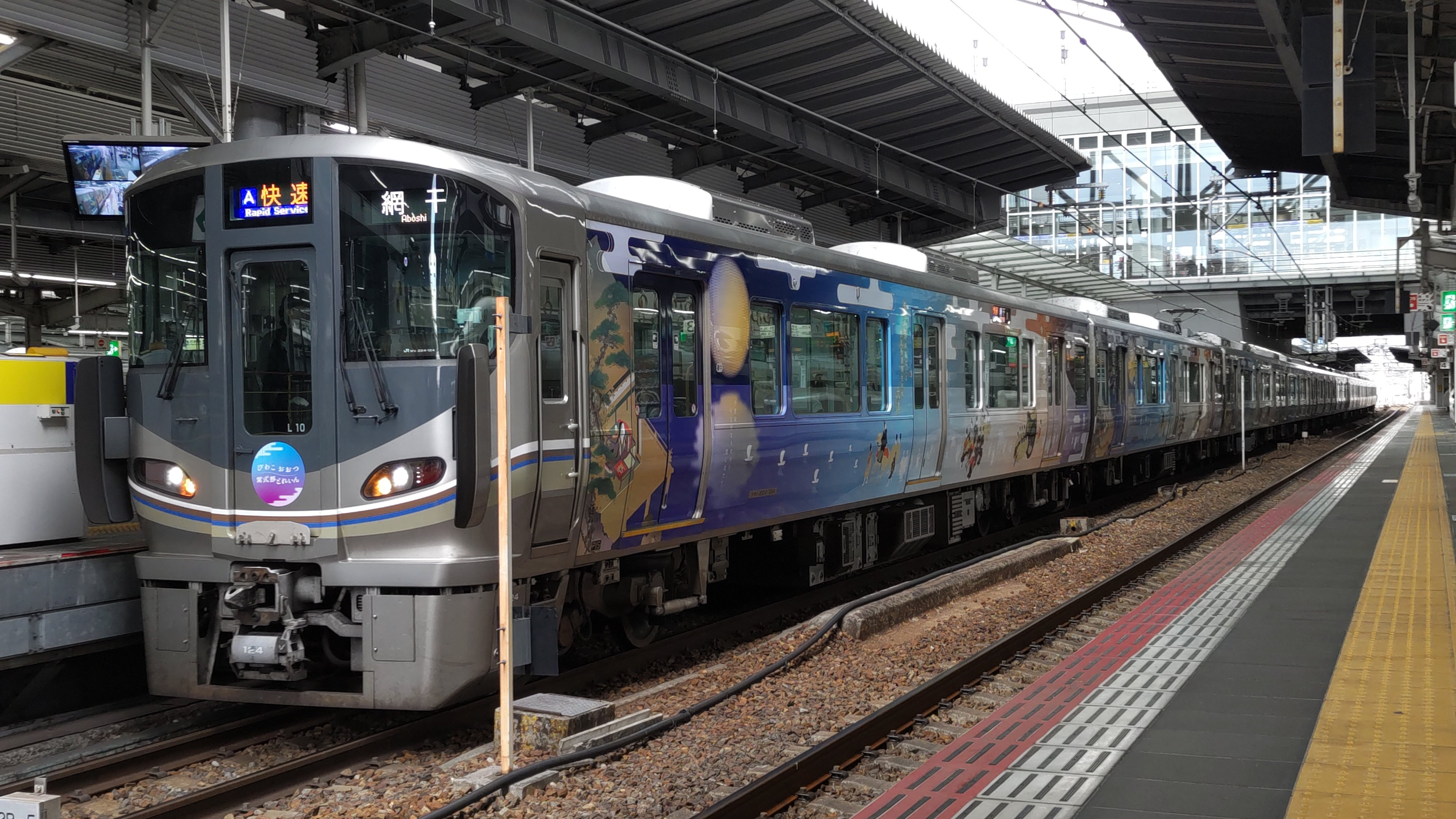
びわこおおつ 紫式部とれいん

2024年（令和6年）1月23日から3年程度、NHK大河ドラマ『光る君へ』の放送に合わせ、100番台6両編成×1本（L10編成）の車両外装をラッピングし、内装を装飾したラッピング列車「びわこおおつ 紫式部とれいん」が運行されている。平安時代の貴族や女性文学者に人気のあった石山詣の様子や、石山寺から満月を眺める紫式部の姿をイメージしたラッピングを施し、ヘッドマークも取り付けている。車内装飾も行われ、中吊り・窓上・ドア横の広告枠などを活用し、昔の人々が詠んだ和歌や詠われてきた大津の美しい景色、知られざる逸話などを紹介している。

## 編成表
2024年（令和6年）4月1日現在
凡例
- 近車：近畿車輛
- 川重：川崎重工業車両カンパニー→川崎車両
- ■: 女性専用車両

### 網干総合車両所所属
| ← 敦賀・柘植上郡・播州赤穂 → | ← 敦賀・柘植上郡・播州赤穂 → | ← 敦賀・柘植上郡・播州赤穂 → | ← 敦賀・柘植上郡・播州赤穂 → | ← 敦賀・柘植上郡・播州赤穂 → | ← 敦賀・柘植上郡・播州赤穂 → | ← 敦賀・柘植上郡・播州赤穂 → | ← 敦賀・柘植上郡・播州赤穂 → | ← 敦賀・柘植上郡・播州赤穂 → | ← 敦賀・柘植上郡・播州赤穂 → | ← 敦賀・柘植上郡・播州赤穂 → |
| ---------------------------- | ---------------------------- | ---------------------------- | ---------------------------- | ---------------------------- | ---------------------------- | ---------------------------- | ---------------------------- | ---------------------------- | ---------------------------- | ---------------------------- |
| 編成 番号                    | クモハ 225                   | モハ 224                     | モハ 224                     | モハ 225                     | モハ 224                     | モハ 224                     | モハ 225                     | クモハ 224                   | 落成日                       | 備考                         |
| I1                           | 1                            | 1                            | 2                            | 501                          | 3                            | 4                            | 302                          | 1                            | 2010/05/18 （近車）          |                              |
| I2                           | 2                            | 5                            | 6                            | 503                          | 7                            | 8                            | 304                          | 2                            | 2010/06/15 （近車）          |                              |
| I3                           | 3                            | 9                            | 10                           | 505                          | 11                           | 12                           | 306                          | 3                            | 2010/07/01 （近車）          |                              |
| I4                           | 4                            | 13                           | 14                           | 507                          | 15                           | 16                           | 308                          | 4                            | 2010/07/26 （近車）          |                              |
| I5                           | 5                            | 17                           | 18                           | 509                          | 19                           | 20                           | 310                          | 5                            | 2010/08/09 （近車）          |                              |
| I6                           | 17                           | 42                           | 43                           | 522                          | 44                           | 45                           | 323                          | 17                           | 2012/08/07 （川重）          |                              |
| I7                           | 18                           | 46                           | 47                           | 524                          | 48                           | 49                           | 325                          | 18                           | 2012/09/10 （川重）          |                              |
| 編成 番号                    | クモハ 225                   | モハ 224                     | モハ 225                     | クモハ 224                   |                              |                              |                              |                              | 落成日                       | 備考                         |
| U1                           | 8                            | 27                           | 13                           | 8                            |                              |                              |                              |                              | 2011/05/24 （川重）          | 旧番号：Y1                   |
| U2                           | 10                           | 29                           | 15                           | 10                           | 2011/06/13 （川重）          | 旧番号：Y3                   |                              |                              |                              |                              |
| U3                           | 14                           | 37                           | 19                           | 14                           | 2011/08/24 （川重）          | 旧番号：Y5                   |                              |                              |                              |                              |

| ← 敦賀・柘植上郡・播州赤穂 → | ← 敦賀・柘植上郡・播州赤穂 → | ← 敦賀・柘植上郡・播州赤穂 → | ← 敦賀・柘植上郡・播州赤穂 → | ← 敦賀・柘植上郡・播州赤穂 → | ← 敦賀・柘植上郡・播州赤穂 → | ← 敦賀・柘植上郡・播州赤穂 → | ← 敦賀・柘植上郡・播州赤穂 → | ← 敦賀・柘植上郡・播州赤穂 → | ← 敦賀・柘植上郡・播州赤穂 → | ← 敦賀・柘植上郡・播州赤穂 → | ← 敦賀・柘植上郡・播州赤穂 → |
| ---------------------------- | ---------------------------- | ---------------------------- | ---------------------------- | ---------------------------- | ---------------------------- | ---------------------------- | ---------------------------- | ---------------------------- | ---------------------------- | ---------------------------- | ---------------------------- |
| 編成 番号                    | クモハ 225                   | モハ 224                     | モハ 224                     | モハ 225                     | モハ 224                     | モハ 224                     | モハ 225                     | クモハ 224                   | 次車 区分                    | 落成日                       | 備考                         |
| I8                           | 103                          | 103                          | 104                          | 603                          | 105                          | 106                          | 404                          | 103                          | 2次車                        | 2016/03/03 （近車）          |                              |
| I9                           | 104                          | 107                          | 108                          | 605                          | 109                          | 110                          | 406                          | 104                          | 2次車                        | 2016/03/11 （川重）          |                              |
| I10                          | 105                          | 111                          | 112                          | 607                          | 113                          | 114                          | 408                          | 105                          | 3次車                        | 2020/06/11 （近車）          |                              |
| I11                          | 107                          | 116                          | 117                          | 610                          | 118                          | 119                          | 411                          | 107                          | 3次車                        | 2020/09/11 （川重）          |                              |
| I12                          | 109                          | 121                          | 122                          | 613                          | 123                          | 124                          | 414                          | 109                          | 3次車                        | 2020/10/13 （川重）          |                              |
| I13                          | 110                          | 125                          | 126                          | 615                          | 127                          | 128                          | 416                          | 110                          | 3次車                        | 2020/12/15 （近車）          |                              |
| I14                          | 111                          | 129                          | 130                          | 617                          | 131                          | 132                          | 418                          | 111                          | 3次車                        | 2021/01/14 （近車）          |                              |
| 編成 番号                    | クモハ 225                   | モハ 224                     | モハ 224                     | モハ 225                     | モハ 224                     | クモハ 224                   |                              |                              | 次車 区分                    | 落成日                       | 備考                         |
| L1                           | 115                          | 136                          | 137                          | 122                          | 138                          | 115                          |                              |                              | 3次車                        | 2021/07/07日 （近車）        |                              |
| L2                           | 116                          | 139                          | 140                          | 123                          | 141                          | 116                          | 2021/07/27 （近車）          |                              | 3次車                        |                              |                              |
| L3                           | 117                          | 142                          | 143                          | 124                          | 144                          | 117                          | 2021/08/03 （近車）          |                              | 3次車                        |                              |                              |
| L4                           | 118                          | 145                          | 146                          | 125                          | 147                          | 118                          | 2021/08/19 （近車）          |                              | 3次車                        |                              |                              |
| L5                           | 119                          | 148                          | 149                          | 126                          | 150                          | 119                          | 2021/09/01 （近車）          |                              | 3次車                        |                              |                              |
| L6                           | 120                          | 151                          | 152                          | 127                          | 153                          | 120                          | 2021/09/09 （近車）          |                              | 3次車                        |                              |                              |
| L7                           | 121                          | 154                          | 155                          | 128                          | 156                          | 121                          | 2021/10/21 （近車）          |                              | 3次車                        |                              |                              |
| L8                           | 122                          | 157                          | 158                          | 129                          | 159                          | 122                          | 2021/11/10 （近車）          |                              | 3次車                        |                              |                              |
| L9                           | 123                          | 160                          | 161                          | 130                          | 162                          | 123                          | 2022/10/24 （川重）          |                              | 3次車                        |                              |                              |
| L10                          | 124                          | 163                          | 164                          | 131                          | 165                          | 124                          | 2022/11/17 （川重）          | びわこおおつ 紫式部とれいん  | 3次車                        |                              |                              |
| L11                          | 125                          | 166                          | 167                          | 132                          | 168                          | 125                          | 2024/01/11 （川重）          |                              | 3次車                        |                              |                              |
| L12                          | 126                          | 169                          | 170                          | 133                          | 171                          | 126                          | 2024/01/30 （川重）          |                              | 3次車                        |                              |                              |
| L13                          | 127                          | 172                          | 173                          | 134                          | 174                          | 127                          | 2024/02/13 （川重）          |                              | 3次車                        |                              |                              |
| L14                          | 128                          | 175                          | 176                          | 135                          | 177                          | 128                          | 2024/03/05 （川重）          |                              | 3次車                        |                              |                              |
| 編成 番号                    | クモハ 225                   | モハ 224                     | モハ 225                     | クモハ 224                   |                              |                              |                              |                              | 次車 区分                    | 落成日                       | 備考                         |
| U4                           | 101                          | 101                          | 101                          | 101                          |                              |                              |                              |                              | 2次車                        | 2016/02/23 （近車）          |                              |
| U5                           | 102                          | 102                          | 102                          | 102                          |                              |                              |                              |                              | 2次車                        | 2016/02/23 （近車）          |                              |
| U6                           | 106                          | 115                          | 109                          | 106                          | 3次車                        | 2020/08/25 （川重）          |                              |                              |                              |                              |                              |
| U7                           | 108                          | 120                          | 112                          | 108                          | 3次車                        | 2020/10/01 （川重）          |                              |                              |                              |                              |                              |
| U8                           | 112                          | 133                          | 119                          | 112                          | 3次車                        | 2021/02/04 （近車）          |                              |                              |                              |                              |                              |
| U9                           | 113                          | 134                          | 120                          | 113                          | 3次車                        | 2021/02/04 （近車）          |                              |                              |                              |                              |                              |
| U10                          | 114                          | 135                          | 121                          | 114                          | 3次車                        | 2021/02/16 （近車）          |                              |                              |                              |                              |                              |
| K1                           | 129                          | 178                          | 136                          | 701                          | 4次車                        | 2023/01/30 （近車）          | Aシート                      |                              |                              |                              |                              |
| K2                           | 130                          | 179                          | 137                          | 702                          | 4次車                        | 2023/01/30 （近車）          | Aシート                      |                              |                              |                              |                              |

### 吹田総合車両所日根野支所所属
| ← 天王寺（阪和線）・環状線外回り先頭関西空港・紀伊田辺 → | ← 天王寺（阪和線）・環状線外回り先頭関西空港・紀伊田辺 → | ← 天王寺（阪和線）・環状線外回り先頭関西空港・紀伊田辺 → | ← 天王寺（阪和線）・環状線外回り先頭関西空港・紀伊田辺 → | ← 天王寺（阪和線）・環状線外回り先頭関西空港・紀伊田辺 → | ← 天王寺（阪和線）・環状線外回り先頭関西空港・紀伊田辺 → | ← 天王寺（阪和線）・環状線外回り先頭関西空港・紀伊田辺 → |
| -------------------------------------------------------- | -------------------------------------------------------- | -------------------------------------------------------- | -------------------------------------------------------- | -------------------------------------------------------- | -------------------------------------------------------- | -------------------------------------------------------- |
| 編成 番号                                                | クモハ 225                                               | モハ 224                                                 | モハ 225                                                 | クモハ 224                                               | 落成日                                                   | 備考                                                     |
| HF401                                                    | 5001                                                     | 5001                                                     | 5001                                                     | 5001                                                     | 2010/09/07 （近車）                                      |                                                          |
| HF402                                                    | 5002                                                     | 5002                                                     | 5002                                                     | 5002                                                     | 2010/09/07 （近車）                                      |                                                          |
| HF403                                                    | 5003                                                     | 5003                                                     | 5003                                                     | 5003                                                     | 2010/09/21 （近車）                                      |                                                          |
| HF404                                                    | 5004                                                     | 5004                                                     | 5004                                                     | 5004                                                     | 2010/09/21 （近車）                                      |                                                          |
| HF405                                                    | 5005                                                     | 5005                                                     | 5005                                                     | 5005                                                     | 2010/10/07 （川重）                                      |                                                          |
| HF406                                                    | 5006                                                     | 5006                                                     | 5006                                                     | 5006                                                     | 2010/10/07 （川重）                                      |                                                          |
| HF407                                                    | 5007                                                     | 5007                                                     | 5007                                                     | 5007                                                     | 2010/10/13 （近車）                                      |                                                          |
| HF408                                                    | 5008                                                     | 5008                                                     | 5008                                                     | 5008                                                     | 2010/10/13 （近車）                                      |                                                          |
| HF409                                                    | 5009                                                     | 5009                                                     | 5009                                                     | 5009                                                     | 2010/10/20 （川重）                                      |                                                          |
| HF410                                                    | 5010                                                     | 5010                                                     | 5010                                                     | 5010                                                     | 2010/10/20 （川重）                                      |                                                          |
| HF411                                                    | 5011                                                     | 5011                                                     | 5011                                                     | 5011                                                     | 2010/11/04 （近車）                                      |                                                          |
| HF412                                                    | 5012                                                     | 5012                                                     | 5012                                                     | 5012                                                     | 2010/11/04 （近車）                                      |                                                          |
| HF413                                                    | 5013                                                     | 5013                                                     | 5013                                                     | 5013                                                     | 2010/11/02 （川重）                                      |                                                          |
| HF414                                                    | 5014                                                     | 5014                                                     | 5014                                                     | 5014                                                     | 2010/11/02 （川重）                                      |                                                          |
| HF415                                                    | 5015                                                     | 5015                                                     | 5015                                                     | 5015                                                     | 2010/11/10 （川重）                                      |                                                          |
| HF416                                                    | 5016                                                     | 5016                                                     | 5016                                                     | 5016                                                     | 2010/12/14 （近車）                                      |                                                          |
| HF417                                                    | 5017                                                     | 5017                                                     | 5017                                                     | 5017                                                     | 2010/12/14 （近車）                                      |                                                          |
| HF418                                                    | 5018                                                     | 5018                                                     | 5018                                                     | 5018                                                     | 2010/12/21 （近車）                                      |                                                          |
| HF419                                                    | 5019                                                     | 5019                                                     | 5019                                                     | 5019                                                     | 2010/12/21 （近車）                                      |                                                          |
| HF420                                                    | 5020                                                     | 5020                                                     | 5020                                                     | 5020                                                     | 2011/01/19 （近車）                                      |                                                          |
| HF421                                                    | 5021                                                     | 5021                                                     | 5021                                                     | 5021                                                     | 2011/01/19 （近車）                                      |                                                          |
| HF422                                                    | 5022                                                     | 5022                                                     | 5022                                                     | 5022                                                     | 2011/07/11 （川重）                                      |                                                          |
| HF423                                                    | 5023                                                     | 5023                                                     | 5023                                                     | 5023                                                     | 2011/07/11 （川重）                                      |                                                          |
| HF424                                                    | 5024                                                     | 5024                                                     | 5024                                                     | 5024                                                     | 2011/07/28 （川重）                                      |                                                          |
| HF425                                                    | 5025                                                     | 5025                                                     | 5025                                                     | 5025                                                     | 2011/07/28 （川重）                                      |                                                          |
| HF426                                                    | 5026                                                     | 5026                                                     | 5026                                                     | 5026                                                     | 2011/11/22 （近車）                                      |                                                          |
| HF427                                                    | 5027                                                     | 5027                                                     | 5027                                                     | 5027                                                     | 2011/11/22 （近車）                                      |                                                          |
| HF428                                                    | 5028                                                     | 5028                                                     | 5028                                                     | 5028                                                     | 2011/12/19 （近車）                                      |                                                          |
| HF429                                                    | 5029                                                     | 5029                                                     | 5029                                                     | 5029                                                     | 2011/12/19 （近車）                                      |                                                          |

| ← 天王寺（阪和線）・環状線外回り先頭関西空港・紀伊田辺 → ← 鳳（羽衣線）東羽衣 → | ← 天王寺（阪和線）・環状線外回り先頭関西空港・紀伊田辺 → ← 鳳（羽衣線）東羽衣 → | ← 天王寺（阪和線）・環状線外回り先頭関西空港・紀伊田辺 → ← 鳳（羽衣線）東羽衣 → | ← 天王寺（阪和線）・環状線外回り先頭関西空港・紀伊田辺 → ← 鳳（羽衣線）東羽衣 → | ← 天王寺（阪和線）・環状線外回り先頭関西空港・紀伊田辺 → ← 鳳（羽衣線）東羽衣 → | ← 天王寺（阪和線）・環状線外回り先頭関西空港・紀伊田辺 → ← 鳳（羽衣線）東羽衣 → | ← 天王寺（阪和線）・環状線外回り先頭関西空港・紀伊田辺 → ← 鳳（羽衣線）東羽衣 → | ← 天王寺（阪和線）・環状線外回り先頭関西空港・紀伊田辺 → ← 鳳（羽衣線）東羽衣 → | ← 天王寺（阪和線）・環状線外回り先頭関西空港・紀伊田辺 → ← 鳳（羽衣線）東羽衣 → |
| ------------------------------------------------------------------------------- | ------------------------------------------------------------------------------- | ------------------------------------------------------------------------------- | ------------------------------------------------------------------------------- | ------------------------------------------------------------------------------- | ------------------------------------------------------------------------------- | ------------------------------------------------------------------------------- | ------------------------------------------------------------------------------- | ------------------------------------------------------------------------------- |
| 編成 番号                                                                       | クモハ 225                                                                      | モハ 224                                                                        | モハ 224                                                                        | モハ 225                                                                        | モハ 224                                                                        | クモハ 224                                                                      | 落成日                                                                          | 備考                                                                            |
| HF601                                                                           | 5103                                                                            | 5103                                                                            | 5104                                                                            | 5103                                                                            | 5105                                                                            | 5103                                                                            | 2016/04/05 （近車）                                                             |                                                                                 |
| HF602                                                                           | 5104                                                                            | 5107                                                                            | 5108                                                                            | 5104                                                                            | 5108                                                                            | 5104                                                                            | 2016/04/21 （近車）                                                             |                                                                                 |
| HF603                                                                           | 5107                                                                            | 5111                                                                            | 5112                                                                            | 5107                                                                            | 5113                                                                            | 5107                                                                            | 2016/05/19 （川重）                                                             |                                                                                 |
| HF604                                                                           | 5108                                                                            | 5114                                                                            | 5115                                                                            | 5108                                                                            | 5116                                                                            | 5108                                                                            | 2016/06/06 （川重）                                                             |                                                                                 |
| HF605                                                                           | 5111                                                                            | 5119                                                                            | 5120                                                                            | 5111                                                                            | 5121                                                                            | 5111                                                                            | 2016/06/23 （川重）                                                             |                                                                                 |
| HF606                                                                           | 5112                                                                            | 5122                                                                            | 5123                                                                            | 5112                                                                            | 5124                                                                            | 5112                                                                            | 2016/07/04 （川重）                                                             |                                                                                 |
| HF607                                                                           | 5115                                                                            | 5127                                                                            | 5128                                                                            | 5115                                                                            | 5129                                                                            | 5115                                                                            | 2016/09/28 （川重）                                                             |                                                                                 |
| HF608                                                                           | 5120                                                                            | 5134                                                                            | 5135                                                                            | 5120                                                                            | 5136                                                                            | 5120                                                                            | 2016/12/13 （川重）                                                             |                                                                                 |
| HF609                                                                           | 5123                                                                            | 5139                                                                            | 5140                                                                            | 5123                                                                            | 5141                                                                            | 5123                                                                            | 2017/06/08 （川重）                                                             |                                                                                 |
| HF610                                                                           | 5124                                                                            | 5142                                                                            | 5143                                                                            | 5124                                                                            | 5144                                                                            | 5124                                                                            | 2017/06/19 （川重）                                                             |                                                                                 |
| HF611                                                                           | 5125                                                                            | 5145                                                                            | 5146                                                                            | 5125                                                                            | 5147                                                                            | 5125                                                                            | 2017/06/28 （川重）                                                             |                                                                                 |
| 編成 番号                                                                       | クモハ 225                                                                      | モハ 224                                                                        | モハ 225                                                                        | クモハ 224                                                                      |                                                                                 |                                                                                 | 落成日                                                                          | 備考                                                                            |
| HF430                                                                           | 5101                                                                            | 5101                                                                            | 5101                                                                            | 5101                                                                            |                                                                                 |                                                                                 | 2016/03/17 （近車）                                                             |                                                                                 |
| HF431                                                                           | 5102                                                                            | 5102                                                                            | 5102                                                                            | 5102                                                                            |                                                                                 |                                                                                 | 2016/03/17 （近車）                                                             |                                                                                 |
| HF432                                                                           | 5105                                                                            | 5109                                                                            | 5105                                                                            | 5105                                                                            | 2016/05/10 （川重）                                                             |                                                                                 |                                                                                 |                                                                                 |
| HF433                                                                           | 5106                                                                            | 5110                                                                            | 5106                                                                            | 5106                                                                            | 2016/05/10 （川重）                                                             |                                                                                 |                                                                                 |                                                                                 |
| HF434                                                                           | 5109                                                                            | 5117                                                                            | 5109                                                                            | 5109                                                                            | 2016/06/15 （川重）                                                             |                                                                                 |                                                                                 |                                                                                 |
| HF435                                                                           | 5110                                                                            | 5118                                                                            | 5110                                                                            | 5110                                                                            | 2016/06/15 （川重）                                                             |                                                                                 |                                                                                 |                                                                                 |
| HF436                                                                           | 5113                                                                            | 5125                                                                            | 5113                                                                            | 5113                                                                            | 2016/07/27 （川重）                                                             |                                                                                 |                                                                                 |                                                                                 |
| HF437                                                                           | 5114                                                                            | 5126                                                                            | 5114                                                                            | 5114                                                                            | 2016/07/27 （川重）                                                             |                                                                                 |                                                                                 |                                                                                 |
| HF438                                                                           | 5116                                                                            | 5130                                                                            | 5116                                                                            | 5116                                                                            | 2016/10/17 （川重）                                                             |                                                                                 |                                                                                 |                                                                                 |
| HF439                                                                           | 5117                                                                            | 5131                                                                            | 5117                                                                            | 5117                                                                            | 2016/10/17 （川重）                                                             |                                                                                 |                                                                                 |                                                                                 |
| HF440                                                                           | 5118                                                                            | 5132                                                                            | 5118                                                                            | 5118                                                                            | 2016/11/29 （川重）                                                             |                                                                                 |                                                                                 |                                                                                 |
| HF441                                                                           | 5119                                                                            | 5133                                                                            | 5119                                                                            | 5119                                                                            | 2016/11/29 （川重）                                                             |                                                                                 |                                                                                 |                                                                                 |
| HF442                                                                           | 5121                                                                            | 5137                                                                            | 5121                                                                            | 5121                                                                            | 2016/12/27 （川重）                                                             |                                                                                 |                                                                                 |                                                                                 |
| HF443                                                                           | 5122                                                                            | 5138                                                                            | 5122                                                                            | 5122                                                                            | 2016/12/27 （川重）                                                             |                                                                                 |                                                                                 |                                                                                 |

### 網干総合車両所宮原支所所属
| ← 大阪福知山 → | ← 大阪福知山 → | ← 大阪福知山 → | ← 大阪福知山 → | ← 大阪福知山 → | ← 大阪福知山 →      | ← 大阪福知山 → | ← 大阪福知山 →      | ← 大阪福知山 → | ← 大阪福知山 → |
| -------------- | -------------- | -------------- | -------------- | -------------- | ------------------- | -------------- | ------------------- | -------------- | -------------- |
| 編成 番号      | クモハ 225     | モハ 224       | モハ 224       | モハ 225       | モハ 224            | クモハ 224     | 落成日              | 改造日         | 備考           |
| ML01           | 6006           | 6021           | 6022           | 6011           | 6023                | 6006           | 2011/04/14 （近車） | 2012/03/03     | 元網干（L1）   |
| ML02           | 6007           | 6024           | 6025           | 6012           | 6026                | 6007           | 2011/05/17 （近車） | 2012/02/25     | 元網干（L2）   |
| ML03           | 6011           | 6030           | 6031           | 6016           | 6032                | 6011           | 2011/07/01 （近車） | 2012/02/28     | 元網干（L3）   |
| ML04           | 6013           | 6034           | 6035           | 6018           | 6036                | 6013           | 2011/07/15 （近車） | 2012/03/01     | 元網干（L4）   |
| ML05           | 6016           | 6039           | 6040           | 6021           | 6041                | 6016           | 2011/09/06 （近車） | 2012/02/25     | 元網干（L5）   |
| 編成 番号      | クモハ 225     | モハ 224       | モハ 225       | クモハ 224     |                     |                | 落成日              | 改造日         | 備考           |
| MY01           | 6009           | 6028           | 6014           | 6009           |                     |                | 2011/05/24 （川重） | 2012/03/05     | 元網干（Y2）   |
| MY02           | 6012           | 6033           | 6017           | 6012           | 2011/06/13 （川重） | 2012/03/07     | 元網干（Y4）        |                |                |
| MY03           | 6015           | 6038           | 6020           | 6015           | 2011/09/12 （川重） | 2012/03/08     | 元網干（Y6）        |                |                |